# Падангская кухня

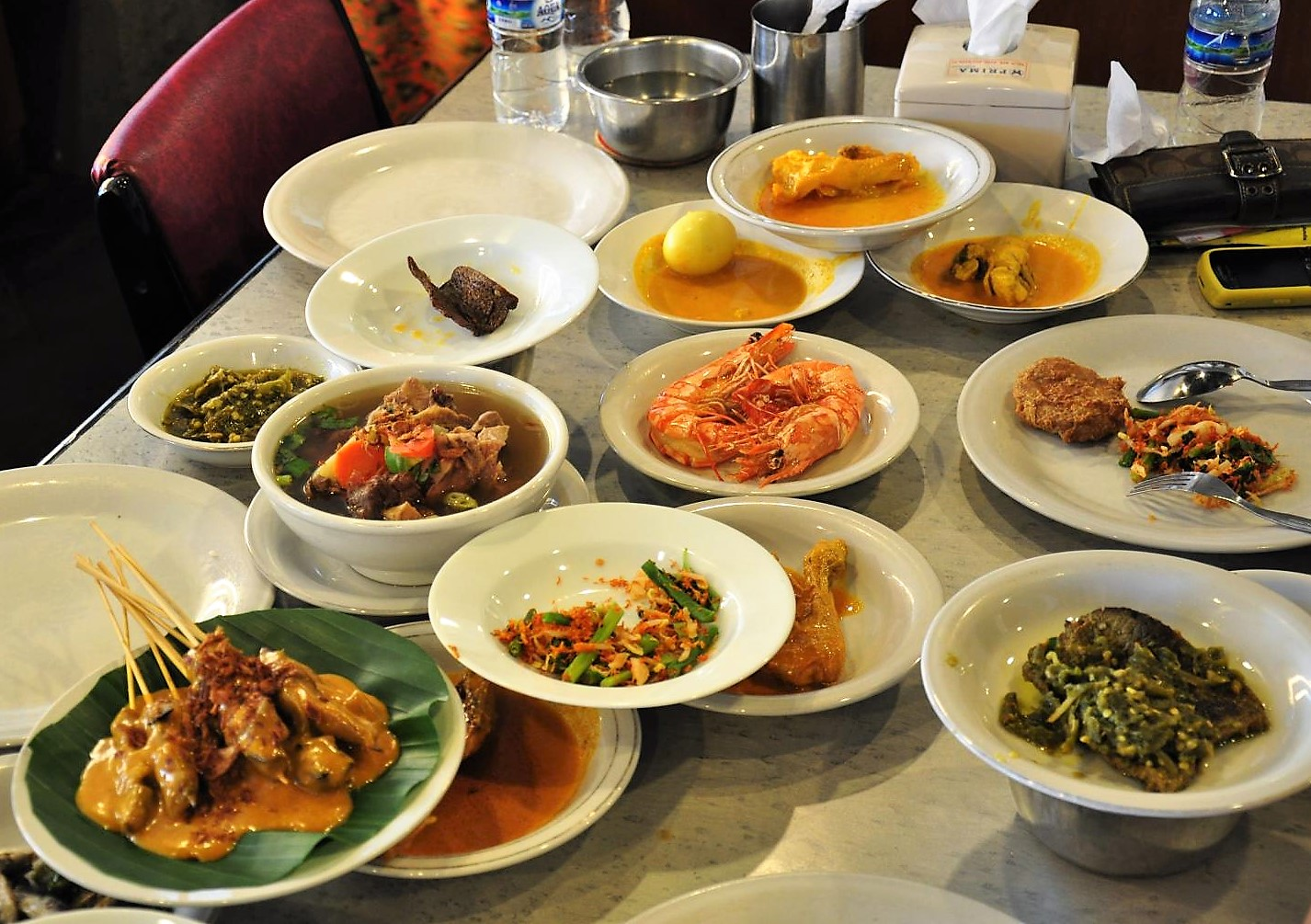
Классическая падангская трапеза: блюда подаются на стол одновременно, часто в несколько «этажей»

Пада́нгская ку́хня (индон. Masakan Padang, мин. Masakan Minang) — совокупность кулинарных традиций народа минангкабау, населяющего значительную часть индонезийского острова Суматра. Представляет собой одну из основных региональных составляющих индонезийской кухни. Получила своё название по городу Паданг — столице провинции Западная Суматра, важнейшему культурному и экономическому центру минангкабау.
В процессе становления испытала на себе более существенное влияние индийских и арабских кулинарных традиций, нежели кухни большинства других районов Индонезии. Главными особенностями падангской кухни являются весьма значительное употребление различных видов мяса, прежде всего говядины, применение исключительно большого количества специй и пряностей, а также активное использование кокосового молока для тушения продуктов. Кроме того, её отличает специфическая традиция подачи кушаний: на стол принято одновременно ставить всю еду, предназначенную для трапезы, в результате чего блюда нередко устанавливаются одно на другое, образуя несколько «этажей».
В силу принадлежности абсолютного большинства минангкабау к исламу, распространение продуктов и напитков, табуированных в соответствии с канонами этой религии, весьма ограничено.
Благодаря масштабным миграциям минангкабау и их традиционной активности в сфере ресторанного бизнеса падангская кухня приобрела значительное распространение не только в Индонезии за пределами соответствующих регионов Суматры, но и в ряде соседних стран, а также в Нидерландах — бывшей метрополии Индонезии.

## Исторический ареал и особенности названия

Исторический ареал расселения народа минангкабау

Падангская кухня является национальной кухней индонезийского народа минангкабау, населяющего западные и центральные районы острова Суматра: полностью территорию провинции Западная Суматра и частично — территорию провинций Бенгкулу, Джамби, Риау и Северная Суматра. Общая численность минангкабау в Индонезии, по итогам переписи населения 2010 года, составляет около 6,6 миллионов человек — они являются седьмым по численности народом этой многонациональной страны. В результате активных миграций, происходящих на протяжении многих столетий, значительное количество минангкабау проживает за пределами упомянутого исторического ареала: почти миллион в других провинциях Индонезии, где они селятся в основном в крупных городах, и примерно столько же в сопредельных странах Юго-Восточной Азии — Малайзии и Сингапуре. В Малайзии, куда минангкабау переселяются с XV века, они уже сформировали весьма внушительную этническую общину: так, в западномалайзийском штате Негери-Сембилан они составляют большинство населения. Кроме того, общины минангкабау, насчитывающие от 50 до 250 тысяч человек, проживают на Филиппинах, в США, Австралии, Саудовской Аравии, Гонконге и на Тайване. Всего же за пределами Индонезии проживает более трёх миллионов минангкабау, за счёт чего общая численность этого народа составляет почти 10 миллионов человек. При этом переселенцы-минангкабау на протяжении столетий сохраняют весьма высокую степень национальной идентичности и часто поддерживают тесные связи с соплеменниками, проживающими в исконных краях на Суматре.

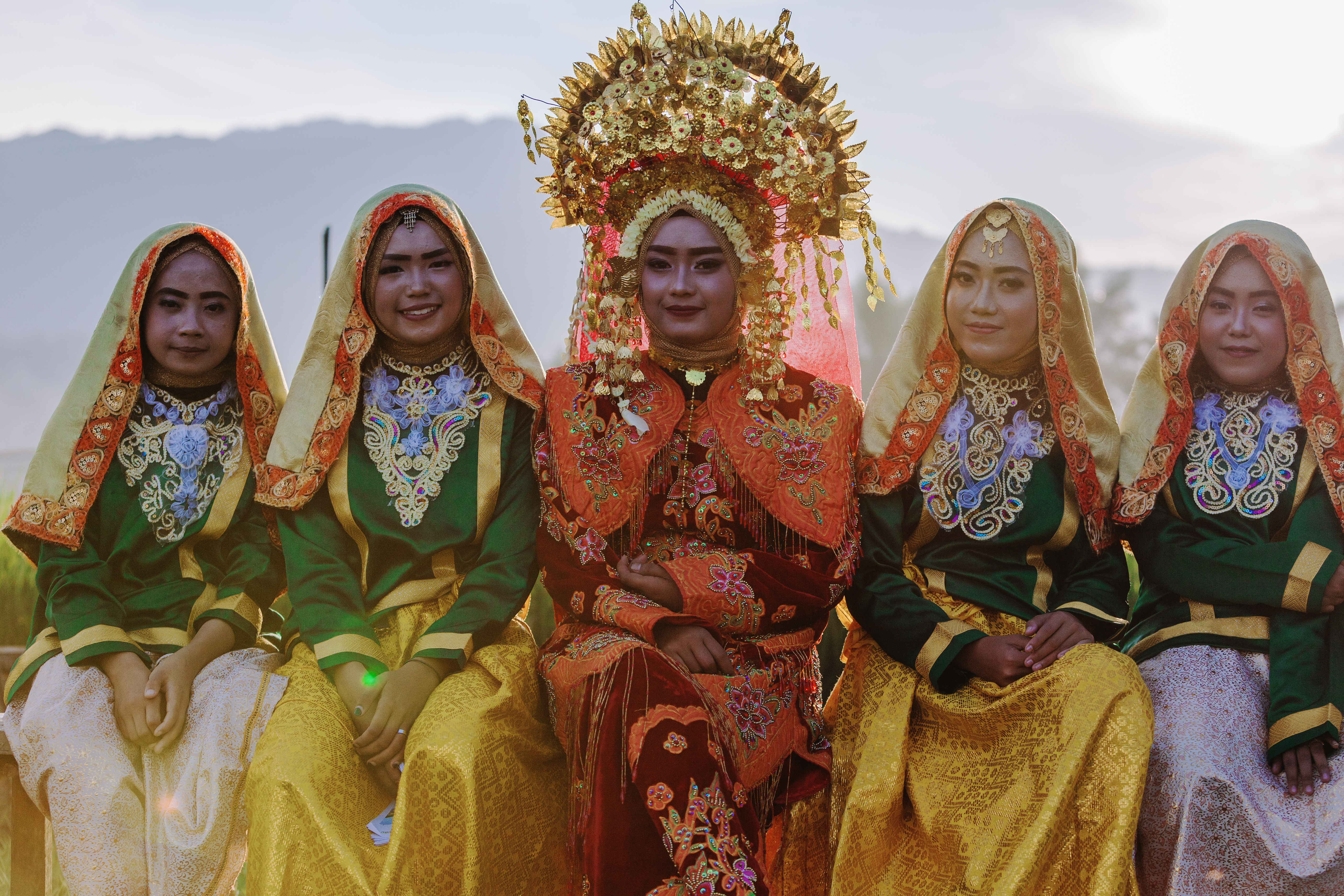
Женщины-минангкабау в традиционных праздничных нарядах

Столь масштабные миграции минангкабау создали условия для распространения их кулинарных традиций по всей Индонезии, а также за её пределами. Важным дополнительным фактором, способствующим данному процессу, стала весьма высокая активность представителей этого народа в сфере общественного питания: одним из основных направлений их хозяйственной деятельности на новых местах исторически является ресторанный бизнес. В силу этих обстоятельств их национальная кухня получила несравнимо большее распространение по всей Индонезии, а также за её пределами, чем кухни других индонезийских народов и этнических групп, в том числе намного более многочисленных — так, в этом плане ей заметно уступает даже национальная кухня яванцев, численно превосходящих минангкабау более чем в десять раз. Именно подобная «экстерриториальность» является важнейшей отличительной чертой падангской кухни: она весьма хорошо известна не только практически во всех регионах Индонезии и в вышеупомянутых странах со значительными общинами минангкабау, но и пользуется относительно высокой популярностью в Нидерландах — бывшей метрополии Индонезии, а также в некоторых других государствах.

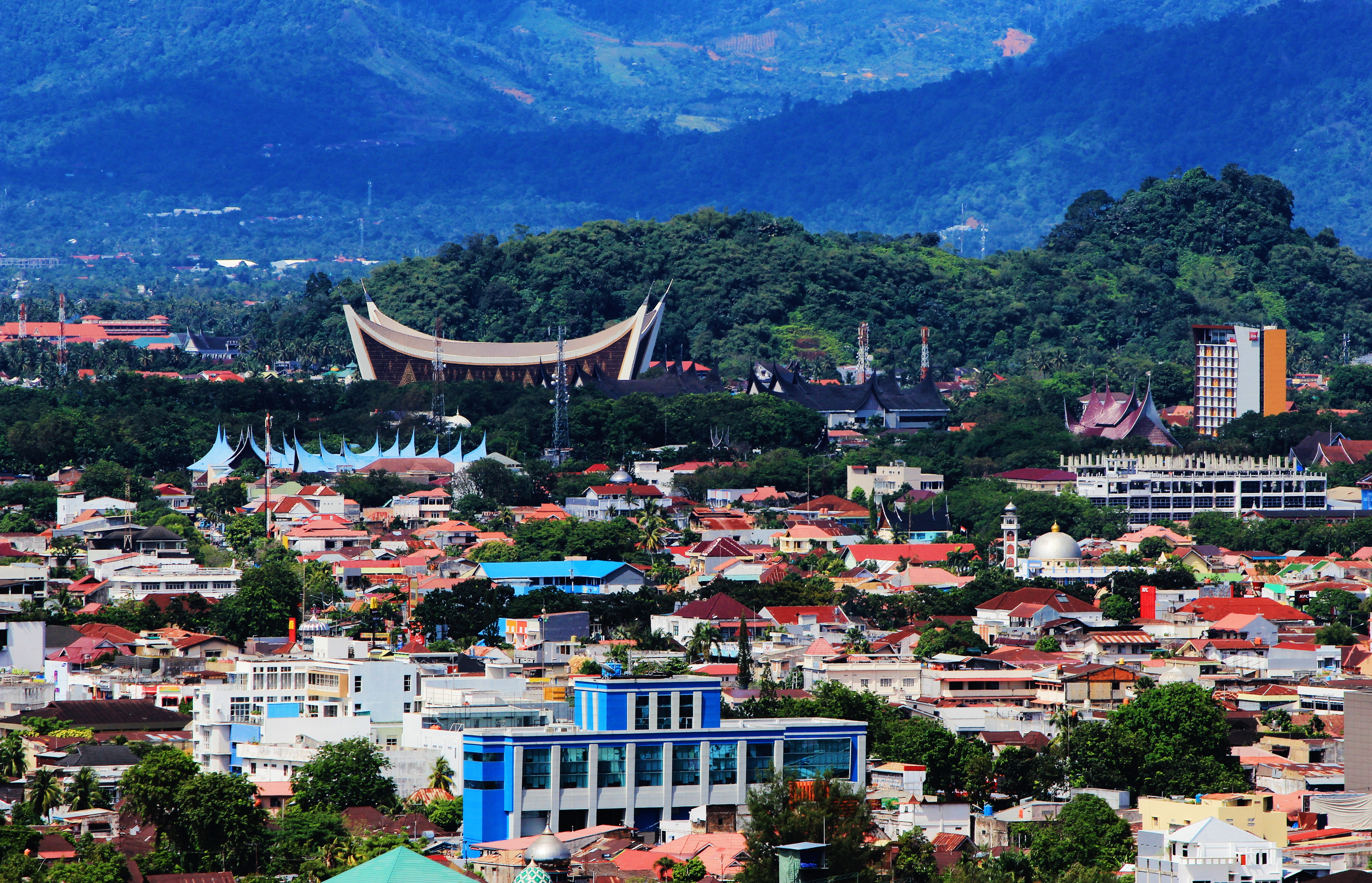
Город Паданг, давший название национальной кухне минангкабау

Ещё одной особенностью этой кухни является отличие наименования, под которым она широко известна вовне, от оригинального названия. Во всей Индонезии и за её пределами она фигурирует исключительно как «падангская кухня» (индон. masakan Padang), тогда как сами минангкабау называют её «кухней минангкабау» (индон. и мин. masakan Minang, masakan Minangkabau). При этом понятие «падангская кухня» среди последних также используется, однако только применительно к кулинарным традициям жителей Паданга и его окрестностей, а не всего народа в целом. Одной из причин подобной «подмены» названия индонезийские историки считают значительную известность Паданга — главного города минангкабау, столицы провинции Западная Суматра, важного торгово-экономического центра — среди индонезийцев. Кроме того, специалисты считают, что подобный «псевдоним» прочно закрепился за кухней минангкабау относительно недавно — в конце 1950-х годов, после поражения действовавшего на Суматре Революционного правительства Республики Индонезии, которое пользовалось широкой поддержкой среди минангкабау. В последующие годы многие представители этого народа, проживавшие на Яве и в других районах Индонезии, из опасения получить репутацию изменников и сепаратистов, старались не афишировать свою национальную принадлежность, предпочитая называть себя «выходцами из Паданга». Соответственно, кухня, представленная в их многочисленных харчевнях и ресторанах, объявлялась не кухней минангкабау, а именно падангской.

## История, внешние влияния

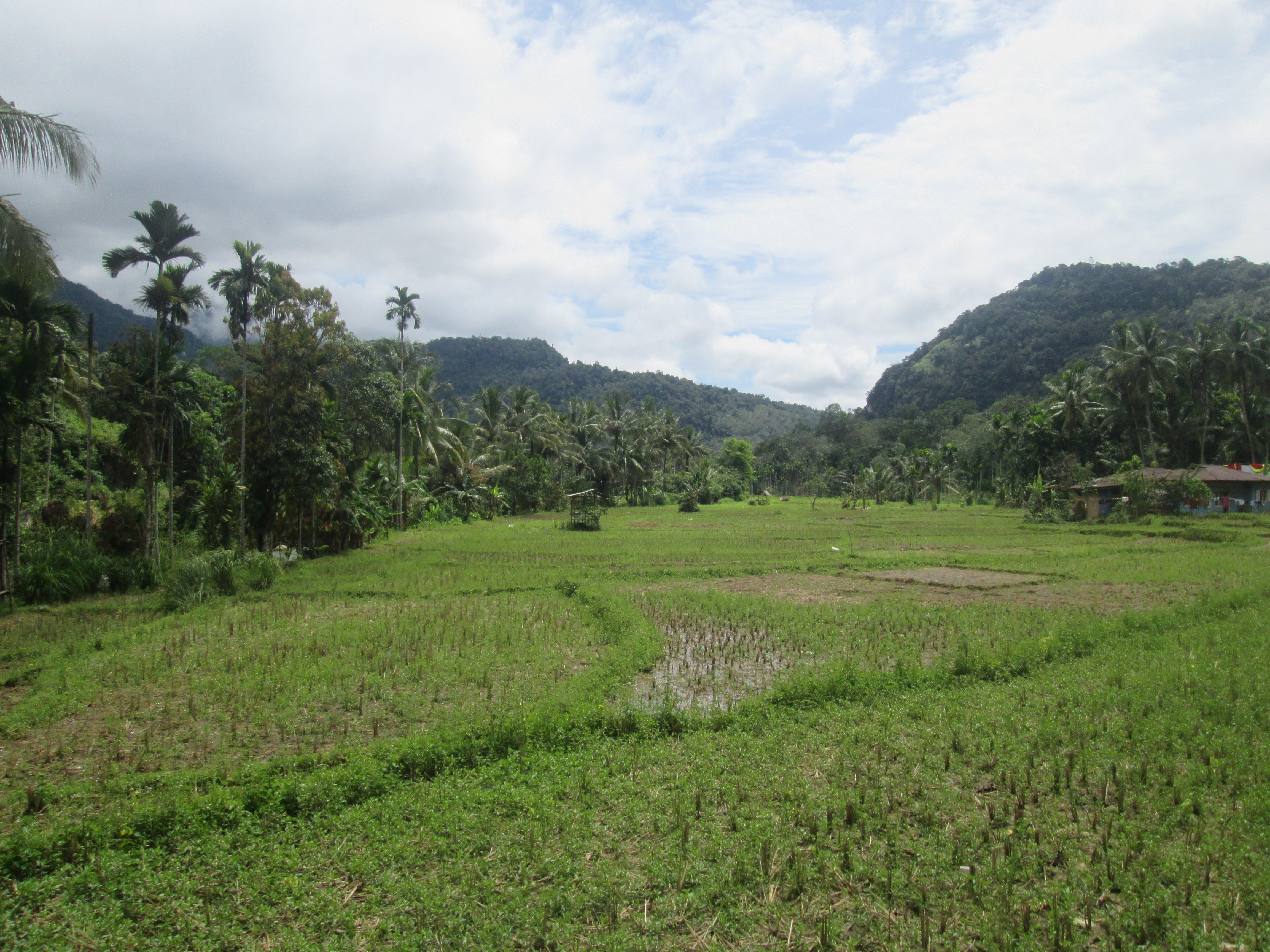
Рисовое поле на Западной Суматре

Формирование кулинарных традиций минангкабау происходило под влиянием природных и социально-экономических условий региона их расселения, а также ряда последовательных внешних влияний. Основы современной кухни стали складываться после перехода местного населения от охоты и собирательства к сельскохозяйственной деятельности, которой благоприятствовали местный климат, ландшафт и достаток пресной воды. Известно, что Западная Суматра стала одним из первых районов Малайского архипелага, где было освоено рисоводство: по оценкам учёных, это произошло не позднее начала второго тысячелетия до нашей эры. К началу новой эры рис утвердился здесь в качестве основной продовольственной культуры и с этого времени является для минангкабау важнейшим углеводным продуктом, неотъемлемым элементом ежедневного рациона.
В дальнейшем именно этот район Суматры превратился в одну из зон наиболее интенсивного и разнопланового скотоводства в регионе: здесь в большом количестве стали разводиться не только козы и овцы, типичные и для большинства других островов западной части Малайского архипелага, но и крупный рогатый скот — как тягловый, так и мясной. В результате для падангской кухни, в отличие от других основных региональных кухонь Индонезии, характерным стало изобилие мяса и большое разнообразие блюд из него.

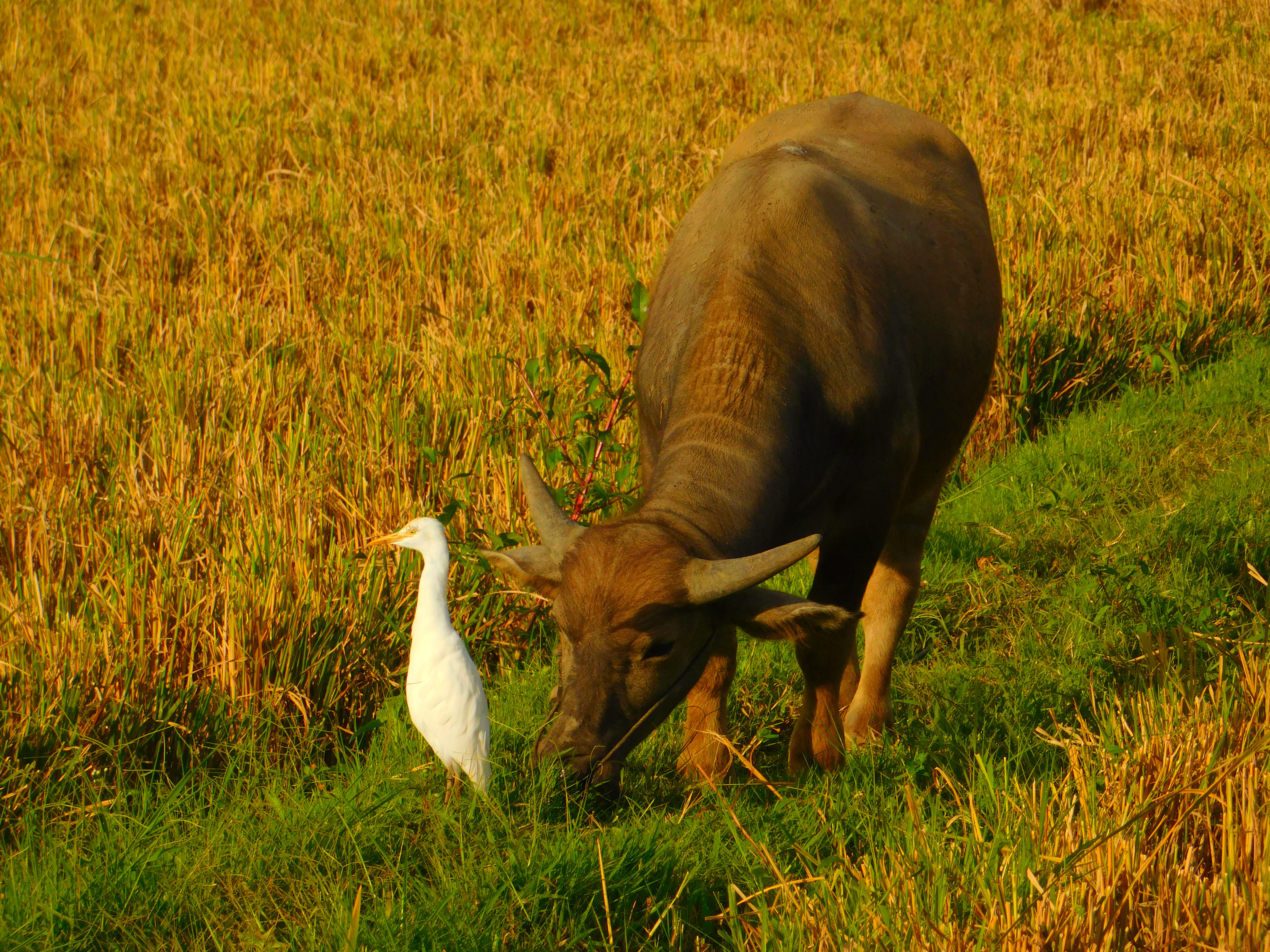
Западная Суматра: буйвол здесь является не только тягловым, но и мясным скотом

На развитии падангской кухни в значительной степени сказалось то обстоятельство, что Суматра, ближе других Больших Зондских островов расположенная к материковой Азии, первой из них ощущала основные волны культурного и социально-экономического влияния со стороны соседей по континенту, в частности, Китая и Индии. Проникновение сюда китайских кулинарных традиций началось во втором тысячелетии до новой эры. В течение последующих столетий от китайцев местным населением были заимствованы некоторые продовольственные культуры, в частности, соя, а также кулинарные технологии — прежде всего, применение вока.
Позднее, уже со второй половины первого тысячелетия новой эры наиболее существенным оказалось влияние народов Индостана и Ближнего Востока: именно порты Западной Суматры стали в этот период основными транзитными пунктами при проникновении многочисленных индийских и арабских торговцев на Малайский архипелаг. Торгово-экономические и культурные обмены с арабами и, особенно, с индийцами развивались весьма активно вплоть до XVIII века, когда западносуматранские земли начали переходить под контроль нидерландских колонизаторов. В результате минангкабау заимствовали такие сельскохозяйственные культуры, как морковь, огурец, баклажан, манго, а также многие виды специй и пряностей, ставшие неотъемлемыми составляющими падангской кухни. Кроме того, от индийцев минангкабау была перенята практика использования кокосового молока для тушения продуктов и приготовления остро-пряных соусов типа карри, также ставшая одной из важнейших черт падангской кулинарии. Эти заимствования относятся к относительно недавним временам: так, например, гулай — один из наиболее характерных типов блюд падангской кухни, фактически являющийся местной адаптацией индийского карри, — вошёл в обиход минангабау только в XVI веке.
Весьма существенное влияние на эволюцию кухни минангкабау оказал переход этой народности в мусульманство, начавшийся в XVI веке. Ислам приобрел в жизни основной массы минангкабау более существенное значение, нежели в жизни многих других народов Индонезии и, соответственно, предписания этой религии относительно пищи стали соблюдаться строже, чем в большинстве других индонезийских региональных кухонь. На практике это выразилось, прежде всего, в выведении из рациона свинины, результатом чего стала модификация ряда существовавших ранее блюд, в частности, заимствованных из китайской кухни: свинина стала заменяться в них на другие виды мяса, рыбу или морепродукты.

## Отличительные черты
Характерной чертой падангской кухни является большое обилие специй и пряностей, заметное даже на фоне других региональных кухонь Индонезии, в которых также весьма активно применяются подобные приправы. При приготовлении некоторых национальных кушаний минангкабау используют по 15-18 таких добавок, а всего в инструментарии падангских кулинаров специалисты насчитывают 78 специй и пряностей. В немалой степени традиционный набор используемых ими приправ совпадает с соответствующим «арсеналом» прочих индонезийских кухонь, однако имеются и существенные отличия. Так, у минангкабау второстепенную роль играют такие автохтонные индонезийские специи, популярные в центральных и восточных районах страны, как гвоздика, мускатный орех или корица, тогда как значительно чаще используются те, что были в своё время заимствованы у индийцев или других континентальных народов Южной и Юго-Восточной Азии: куркума, кардамон, кориандр, челнобородник лимонный, имбирь, большой калган, цимбопогон, пажитник сенной, туласи, листья лайма или каффир-лайма.
В этом плане достаточно показательна «первая пятерка» специй падангской кухни, которая, по оценкам исследователей, используется в максимальном количестве её традиционных вторых блюд: лук-шалот (используется в 100 % блюд), чеснок (в 95 % блюд), красный перец и имбирь (оба в 91 % блюд) и куркума длинная (в 83 % блюд). Если первые две из них в кухнях большинства других народов Индонезии столь же популярны, то последние две не играют столь существенной роли. Что касается красного перца, то его активное использование, несомненно, является общей чертой падангской и других региональных индонезийских кухонь, однако тут имеется определённый нюанс. Сорта красного перца, которыми сдабривают свою пищу минангабау, являются значительно менее жгучими, чем «Птичий глаз», который в ходу, например, у жителей Восточной Явы или Сулавеси, в результате чего падангские кушанья — будучи, несомненно, весьма пикантными на вкус — всё же по остроте заметно уступают традиционным блюдам этих и некоторых других районов страны.

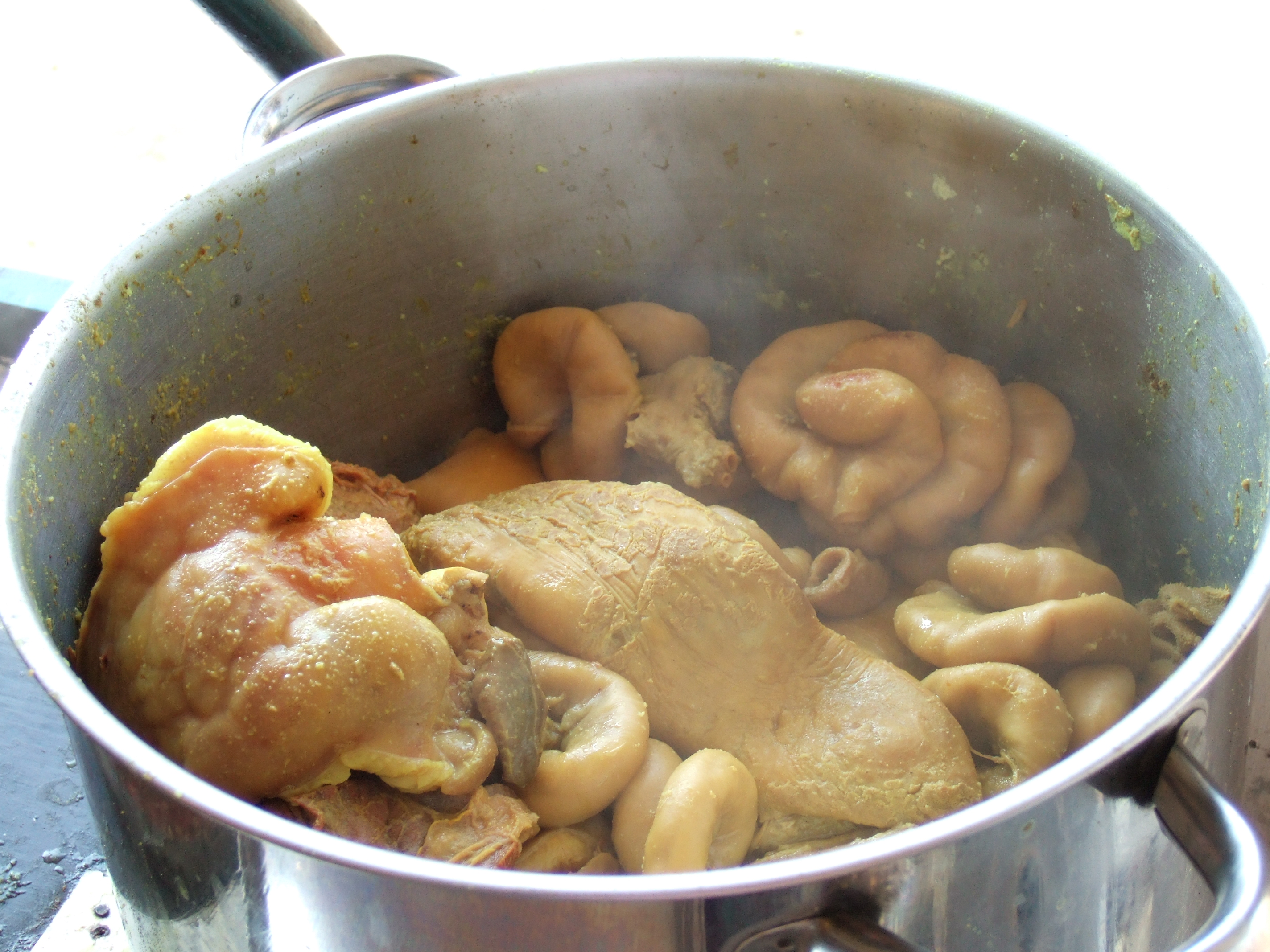
Говяжьи субпродукты — основа многих блюд падангской кухни

Другую важную особенность падангской кухни представляет собой исключительно широкое применение кокосового молока — прежде всего, как основы пряных соусов для тушения, которое, в свою очередь, является у минангкабау главным методом кулинарной обработки продуктов — опять же, в отличие от других ведущих региональных кухонь Индонезии. Специалисты насчитывают до 60 различных падангских кушаний, тушёных в соусах, основным ингредиентом которых служит кокосовое молоко. Кроме того, кокосовое молоко используется минангкабау для варки риса — прежде всего, в таком блюде, как леманг, а также для заправки каш и приготовления сладостей.
В падангской кухне, как и в кухнях большинства других народов Индонезии, активно используются курятина, рыба и морепродукты. Однако наряду с ними — уже в отличие от других наиболее существенных региональных составляющих индонезийской кухни — большую роль играет мясо: говядина, баранина, буйволятина, козлятина. Помимо собственно мяса в пищу весьма широко употребляются самые различные субпродукты: ливер, мозг, требуха, язык, почки, ноги и даже кишки, хрящи и кожа. Будучи преимущественно ревностными мусульманами, минангкабау не употребляют тех видов мяса и субпродуктов, на которые распространяются исламские пищевые запреты. Это относится, прежде всего, к свинине и собачатине, которые пользуются значительной популярностью у их ближайших суматранских соседей — батаков, большинство которых исповедует христианство.
Кроме того, в кухне минангкабау присутствует нетипичный для большинства индонезийских народов кисломолочный продукт, а именно дадих, приготовляемый из буйволиного молока. С другой стороны, в ней слабо представлены продукты, которые являются очень важными атрибутами многих других региональных кухонь Индонезии: в первую очередь, это касается соевого соуса, который в падангской кулинарии используется достаточно редко. Кроме того, заметной характерной чертой падангской кухни является совсем небольшое количество первых блюд: это отличает её от яванской, перанаканской, макасарской, минахасской и ряда других региональных индонезийских кухонь.

## Основные типы блюд

### Общий обзор и региональная специфика

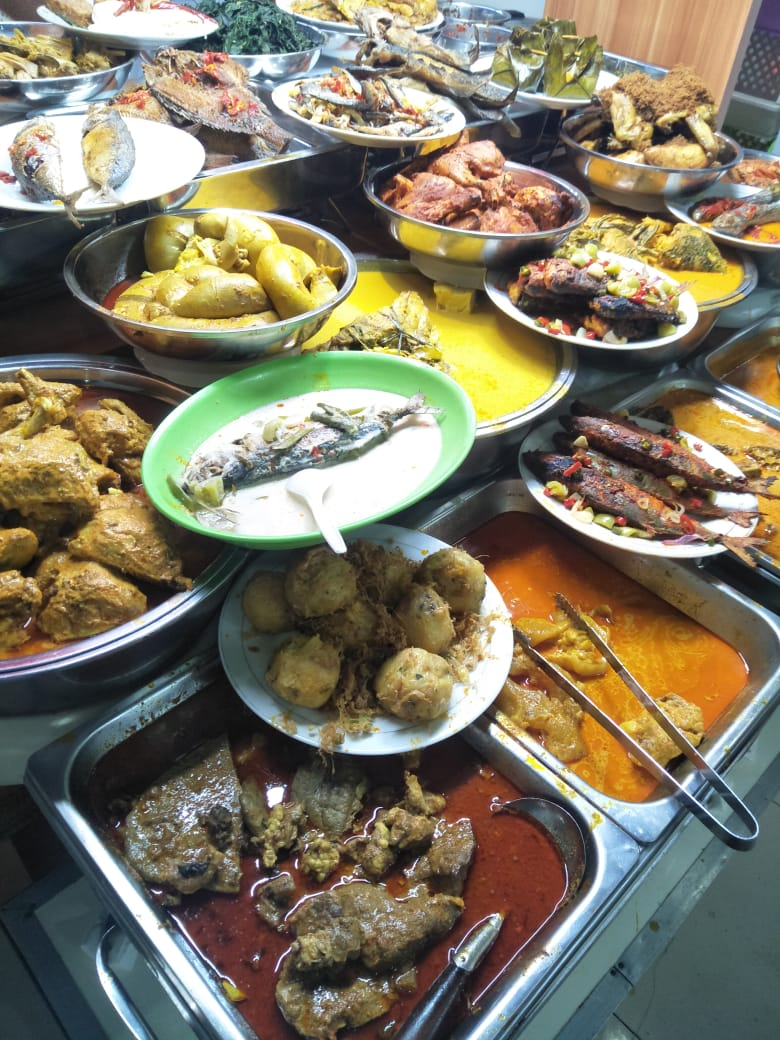
Падангские кушанья в харчевне

Блюда падангской кухни весьма многочисленны. Один из наиболее известных индонезийских специалистов в области продовольствия и питания профессор университета Гаджа Мада Мурдиджати Гарджито (индон. Murdijati Gardjito) насчитывает 158 её традиционных кушаний — больше, чем в большинстве других выделяемых им региональных кухонь Индонезии. При этом существенной особенностью падангской кухни является наличие нескольких основных типов блюд, охватывающих большую часть её «номенклатуры». Это, прежде всего, ренданг и гулай, представляющие собой две разновидности кушаний, тушёных в соусах на основе кокосового молока, а также баладо, которое готовится в особом фритюре. На эти три группы, по подсчётам Мурдиджати Гарджито, приходится почти половина падангских кушаний.
Сырьём для каждого из этих трёх типов падангских блюд могут служить самые различные продукты — прежде всего, животного и, во вторую очередь, растительного происхождения. При этом в подборе продуктов — как для них, так и для других национальных кушаний минангкабау — просматривается определённая региональная специфика. Так, в прибрежных районах морская рыба и морепродукты традиционно играют бо́льшую роль, чем во внутренних. Кроме того, в гористых местностях, отличающихся более прохладным климатом и плодородными почвами, заметно шире ассортимент овощей.
Помимо кушаний, относящихся к трём указанным типам, достаточно заметное место в падангской кулинарии занимают блюда из различных видов рыбы в кисло-остром соусе без кокосового молока — асам-падех, блюда из курицы без соуса, а также выпечка. Кроме того, в кухне минангкабау присутствуют кушанья, общие с некоторыми другими национальными кухнями Индонезии или же заимствованные из них. Однако они, как правило, получают в ней особую кулинарную нюансировку и становятся достаточно самобытными.
При всей многочисленности блюд падангской кухни они в большинстве своём служат более или значительным дополнением к варёному рису, который является неизменной основой трапезы. Этот принцип роднит кухню минангкабау с большинством традиционных кухонь не только Индонезии, но и всей Восточной Азии в целом.

### Варёный рис

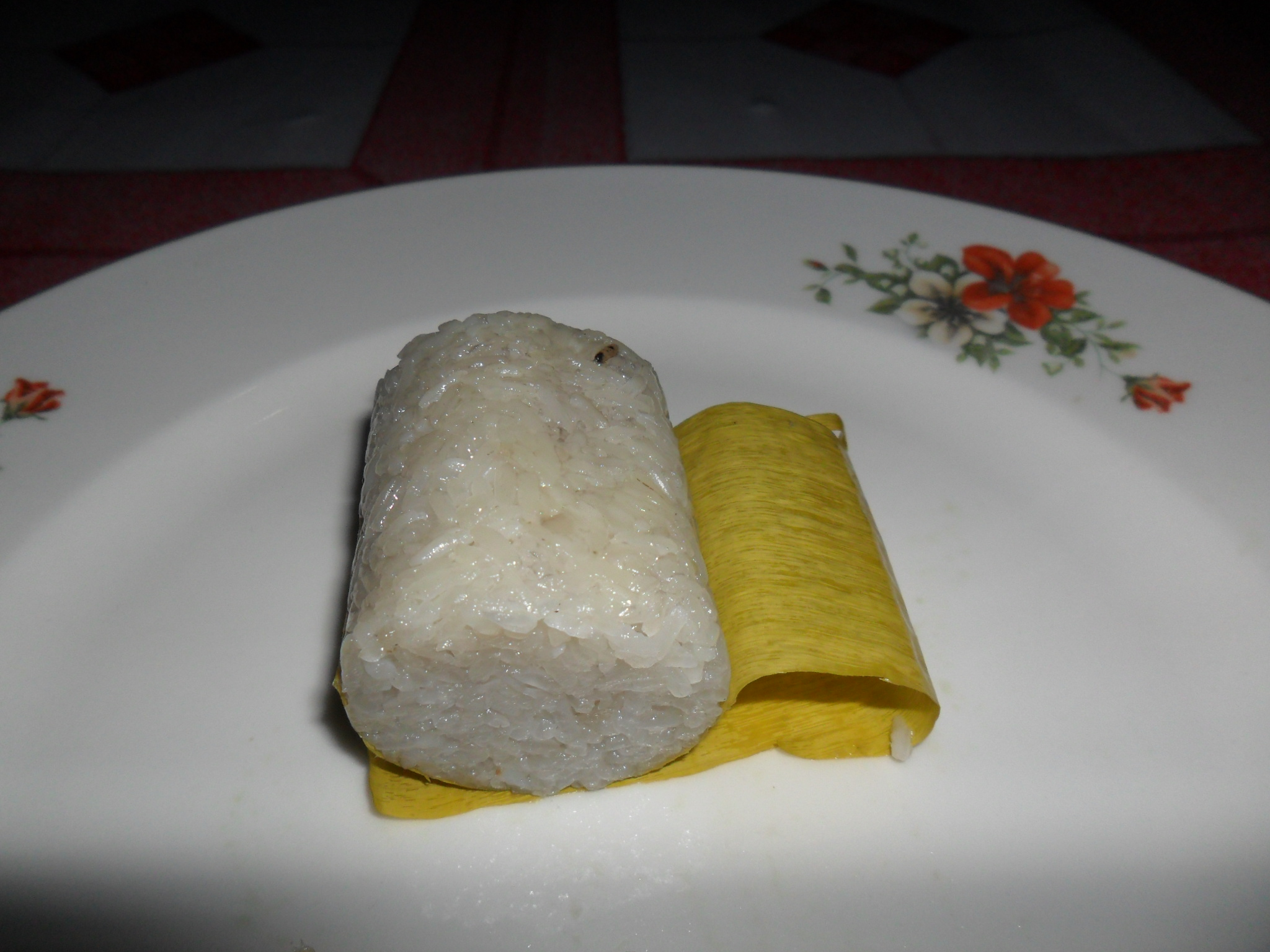
Леманг — рис, запеченный в стволе бамбука

Рис в варёном виде является главным кушаньем в кухне минангкабау, как и абсолютного большинства других народов Индонезии — исключение в этом плане составляет лишь население некоторых восточных регионов страны, где рисоводство развито незначительно. Рис служит основой трапезы, а все остальные кушанья, поданные наряду с ним — лишь более или менее существенными дополнениями к нему — как опять же, не только практически во всей Индонезии, но и в большинстве других стран Восточной Азии. Большей частью в падангской кухне фигурирует обычный рис, сваренный в подсоленной воде, обычно без каких либо приправ: он подаётся к столу ежедневно, повсеместно, во всех социальных слоях. Иногда в воду при варке риса добавляется кокосовое молоко или небольшое количество специй.
Наряду с этим в падангской кухне существует несколько более сложных способов приготовления риса. Наиболее оригинальным из них считается леманг, который, помимо минангкабау, распространён также среди малайцев, батаков, а также некоторых коренных народов Калимантана и Сулавеси. Это блюдо, название которого на языке минангкабау произносится как лама́нг (мин. lamang), представляет собой рис — обычно клейких сортов, сваренный в кокосовом молоке в полых стволах бамбука на открытом огне. Для его приготовления достаточно толстые коленца бамбука предварительно выстилают изнутри листьями банана — во избежание прилипания риса к внутренней стороне дерева. После этого туда закладывается замоченный рис и заливается подсоленное кокосовое молоко, которое нередко предварительно кипятится с мелко нашинкованным луком и специями. Заткнутые затычками из листьев бамбуковые стволы устанавливаются в наклонном положении вокруг костра или в очаге и прожариваются в течение нескольких часов. Бамбуковый «футляр» обеспечивает достаточно долгое хранение и удобную транспортировку готового леманга: благодарю этому он пользуется популярностью не только как обычное обеденное блюдо, но и в качестве дорожного съестного припаса.

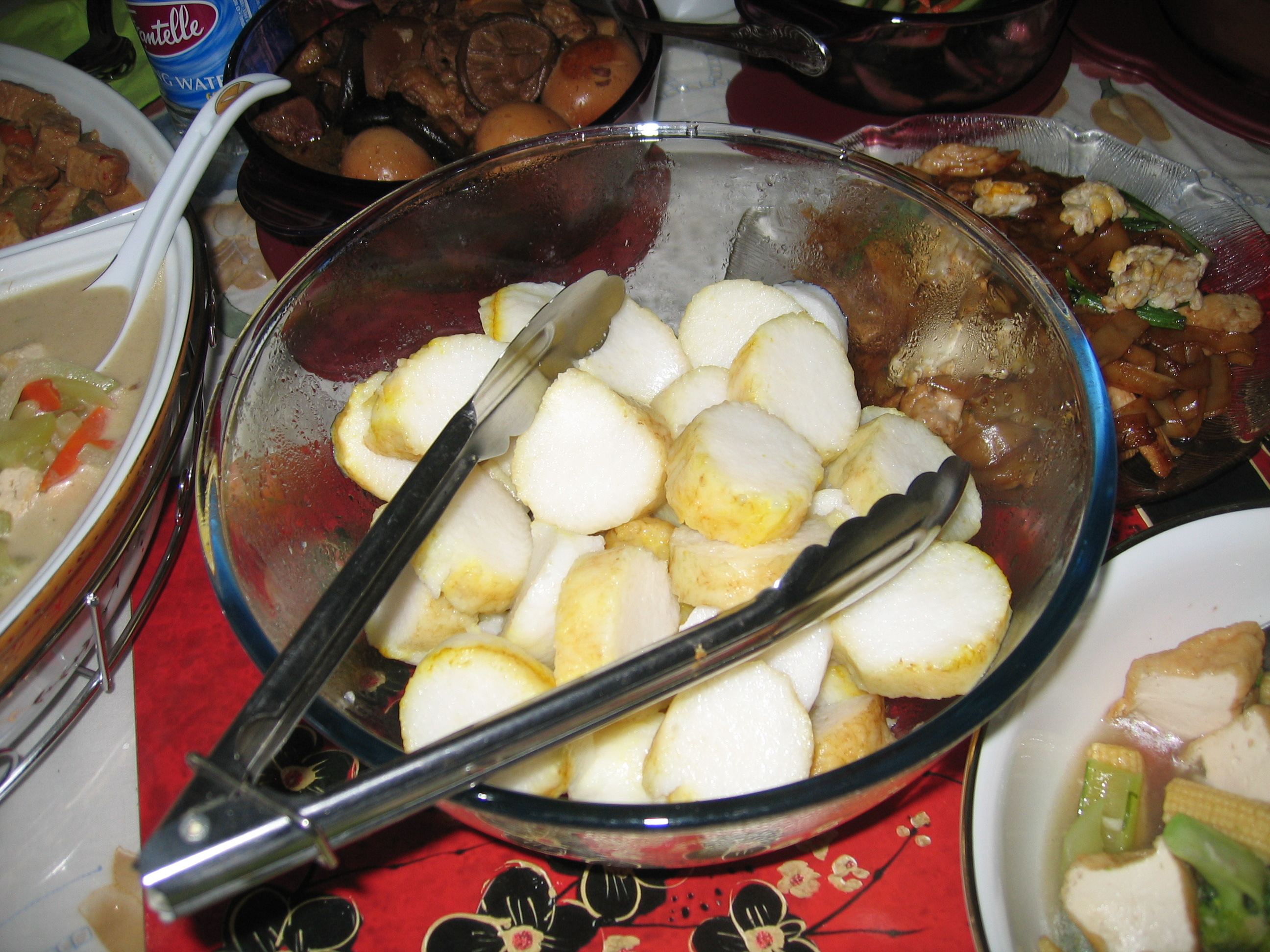
Лонтонг, порезанный кружочками для смешения с другими продуктами

Кроме того, в падангской кухне весьма значимое место заняли такие изделия, как лонтонг и кетупат — плотные брикеты из клейкого риса в оболочке из бананового листа, которые в ходу и у многих других народов Индонезии, а также некоторых сопредельных стран Юго-Восточной Азии. На языке минангкабау они называются, соответственно, катупе́к (мин. katupek) и лонто́анг (мин. lontoang). Первый из них изготовляется в продолговатом рулоне из цельных банановых листьев и приобретает форму колбаски, второй, оборачиваемый перед варкой оплёткой из узких полосок пальмового листа, — форму прямоугольника. Оба они нередко подаются к традиционным падангским блюдам — особенно к тем, которые готовятся в соусе. При этом рисовые брикеты выполняют ту же роль, которую в европейской кухне играют хлеб или кнедлик: ими заедают соответствующее кушанье или вымакивают подливку. Иногда нарезанные на кусочки кетупаты и лонтонги смешивают с овощами, создавая подобие салата.
Как и у других мусульманских народов Индонезии, у минангкабау кетупат является не только обычным повседневным кушаньем, но и неотъемлемым атрибутом праздничного стола в ходе мусульманского праздника Ураза-байрам, который в Индонезии называется «Идулфи́три» (индон. Idulfitri).

### Ренданг

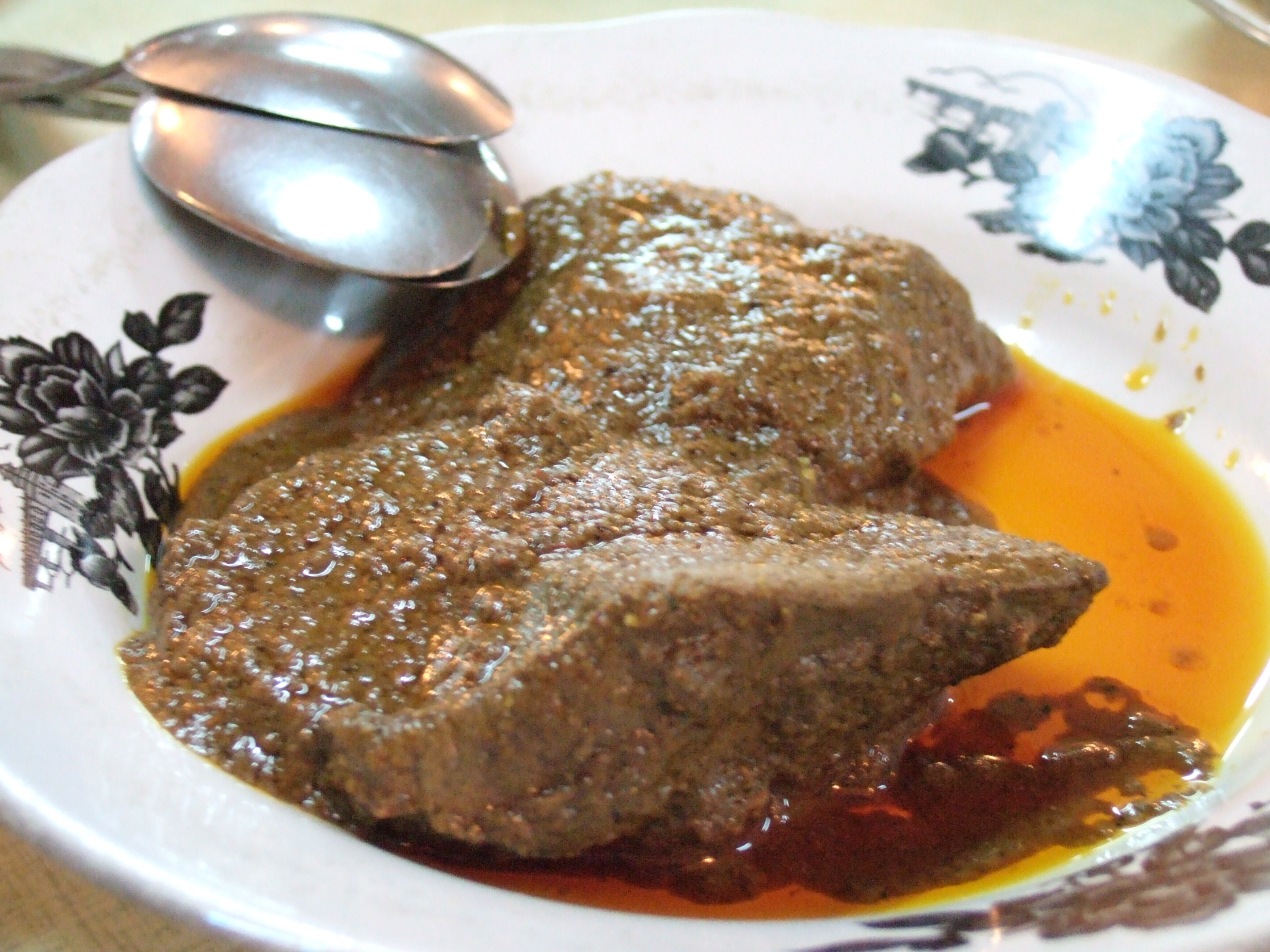
Ренданг из цельного куска говяжьей печени

Эта весьма многочисленная группа блюд объединена общим способом кулинарной обработки: очень длительным тушением в остро-пряном соусе на основе кокосового молока. Готовиться они могут из самых разнообразных продуктов, включая все виды мяса, морскую и речную рыбу, утятину и курятину, тофу, а также некоторые виды овощей и фруктов — в частности, фасоль, картофель и джекфрут. Особой популярностью в этом плане пользуется говядина: именно говяжий ренданг наиболее известен за пределами Западной Суматры, поэтому в Индонезии и в других странах его часто называют просто «рендангом», без уточнения. Основа ренданга бывает, как правило, однокомпонентной, хотя изредка в нём смешивается два или даже большее количество продуктов: например, к мясу или птице добавляются тофу или репчатый лук, а фасоль смешивается с мякотью джекфрута.
Продукты тушатся в течение четырёх-шести, а иногда и восьми часов в кокосовом молоке, обильно заправленном специями. Из последних при приготовлении ренданга в ход неизменно идут красный перец и имбирь, чаще других — мелко нашинкованный лук-шалот, цимбопогон, калган, чеснок, куркума, лумбанг, а также душистый перец. Тушение продолжается до выкипания кокосового молока, в результате чего готовый ренданг не имеет или почти не имеет соуса, а его поверхность, как правило, становится достаточно сухой. При этом в падангской кухне существует менее многочисленная группа блюд, весьма сходных по технологии приготовления с рендангами, но подвергающихся менее длительному тушению и, соответственно, сохраняющих соус — калио.

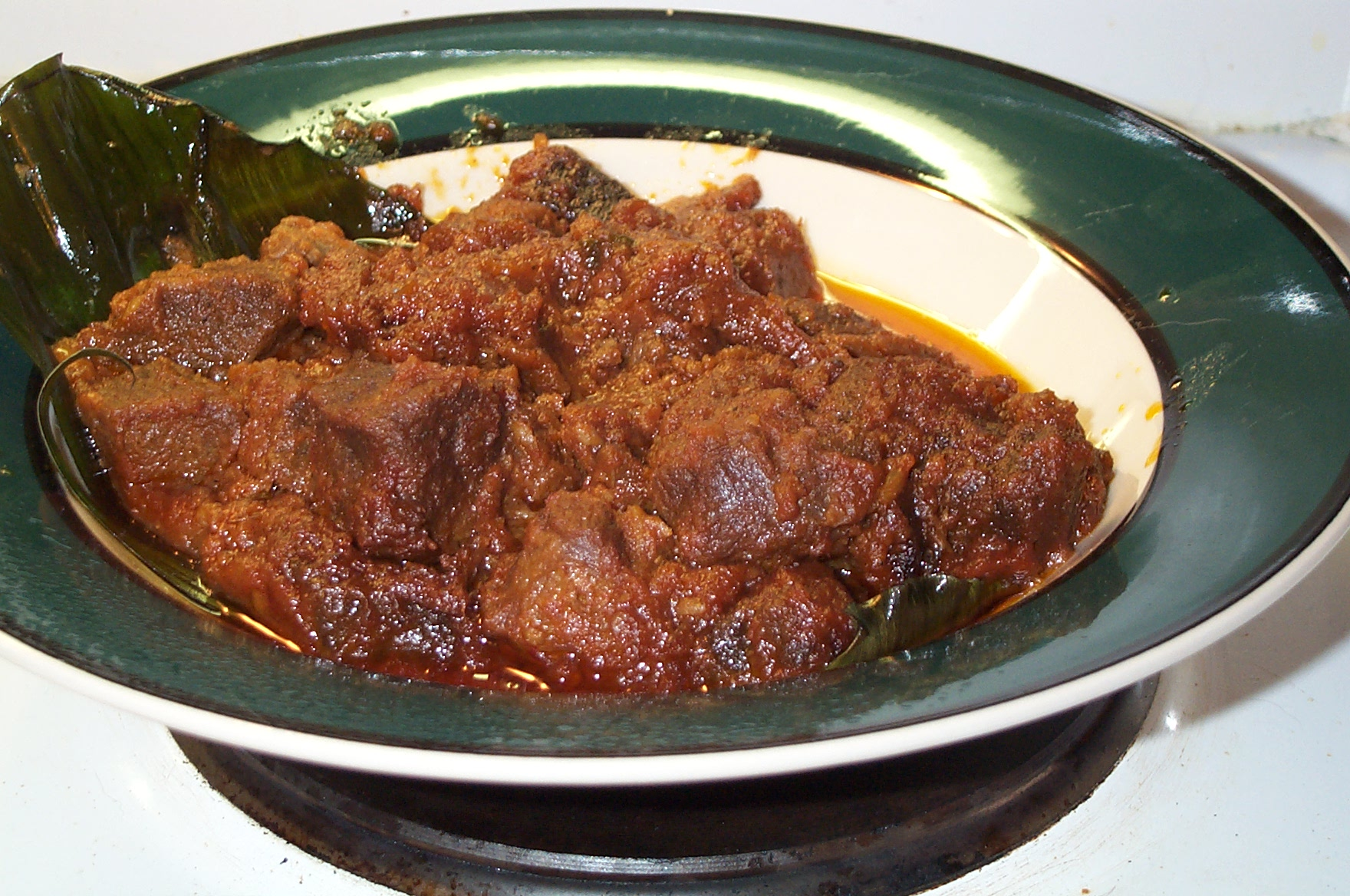
Ренданг из баранины кусочками

Продолжительное тушение в большом количестве специй и пряностей обеспечивает весьма длительную сохранность ренданга: многие кушанья этого типа могут храниться в готовом виде не менее недели, а отдельные виды — до полутора месяцев.
С учётом особо значимой роли ренданга в кулинарных традициях минангкабау это блюдо в 2013 году было внесено в список Нематериального культурного наследия Индонезии, учреждённый индонезийским Министерством образования и культуры в 2002 году. Более того, в соответствии со многими исследованиями и социологическими опросами, ренданги признаются наиболее популярными падангскими кушаньями не только у самих минангкабау, но и среди всех других потребителей их национальной кухни. Так, по итогам опроса 35 тысяч респондентов в различных странах мира, проведённого в 2011 году международной редакцией телеканала CNN, ренданг занял первое место в списке «50 самых любимых блюд». Кроме того, в отличие от ряда других падангских кушаний, ренданг был освоен и другими этническими кухнями Индонезии, в частности, батакской и ачехской, а также малайской кухней.

### Гулай

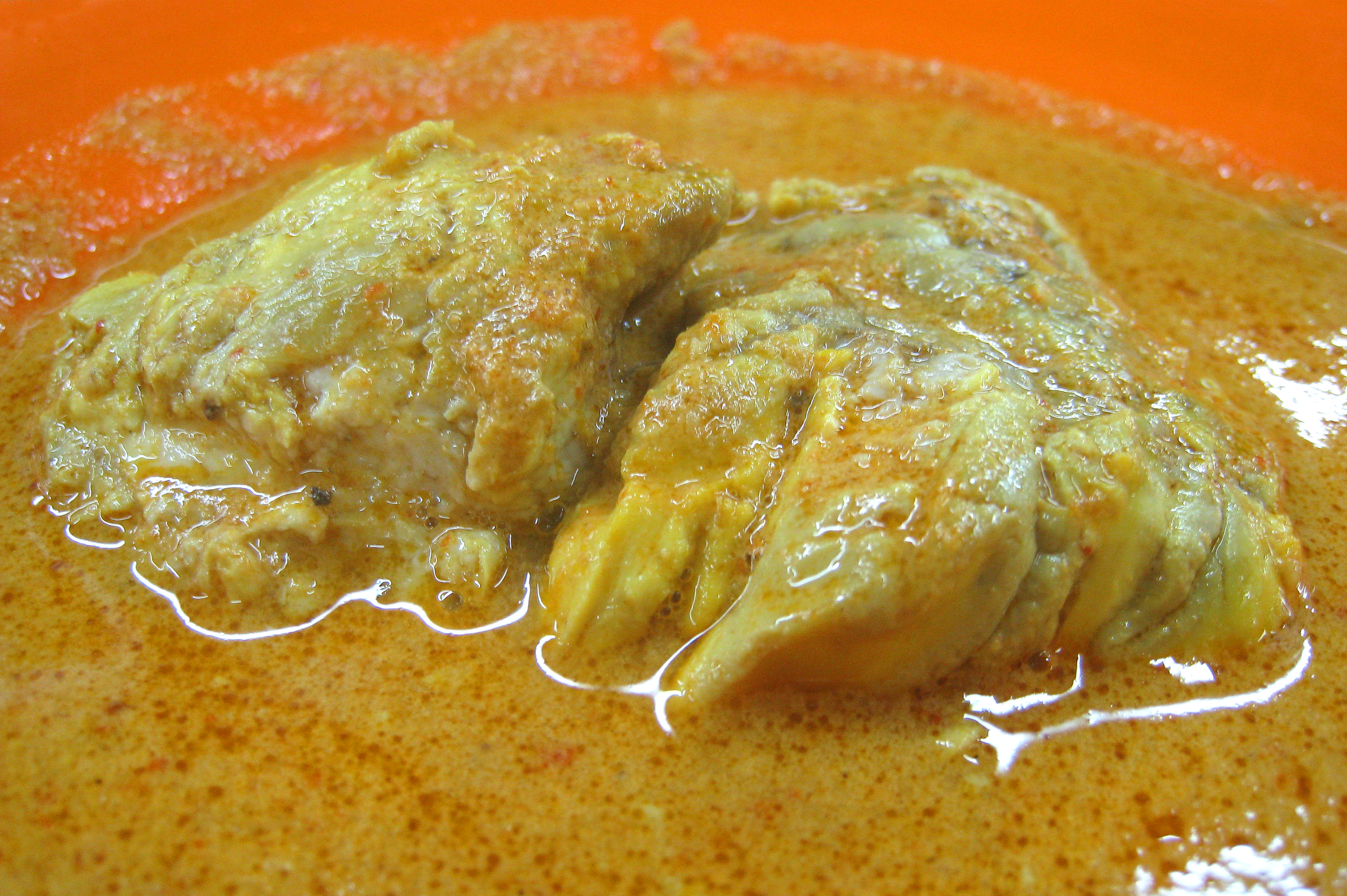
Гулай из телячьих мозгов — старинное блюдо падангской кухни

В этой группе блюд влияние индийского карри прослеживается ещё заметнее, чем в ренданге — до такой степени, что на Западе гулай даже нередко называют «индонезийским карри». Основой для соуса в данном случае также служит кокосовое молоко. Однако если ренданг тушится в нём с самого начала, то в гулае продукты сначала обжариваются в растительном масле со специями, и лишь через какое-то время заливаются кокосовым молоком, в котором «дотушиваются» достаточно недолго — обычно не более получаса. Готовый гулай непременно сохраняет большое количество негустого маслянистого соуса, цвет которого зависит от использованных специй, но в любом случае бывает достаточно ярким: оранжевым, красноватым, золотистым, светло-шоколадным, а иногда и зелёным — за счёт использования большого количества зелёного перца-чили.
Гулаи считаются наиболее многочисленной группой падангских блюд: Мурдиджати Гарджито выделяет не менее 50 основных видов этого кушанья. Продукты, из которых готовится гулай, столь же разнообразны, как и сырьё для ренданга. Особой популярностью пользуются гулаи из говядины и говяжьих субпродуктов — особенно мозгов и ливера, а также из морепродуктов и рыбы. Мелкая рыба, как и морепродукты, обычно идёт в гулай целиком, крупная же может разрезаться. Кроме того, значительной популярностью пользуется гулай, приготовленный только из голов некоторых видов рыбы, например, луциана или карпа. Нередко сырьём для гулая служат продукты растительного происхождения: мякоть джекфрута, клубни таро, фасоль, капуста, вигна, папоротник, листья маниока, а также темпе и тофу. Существенно чаще, чем в случае с рендангом, продукты в гулае смешиваются или фаршируются — хотя и в данной группе блюд однокомпонентные всё же составляют большинство. Так, во многих прибрежных районах Западной Суматры гулай часто готовят из тушек каракатиц, начинённых тофу, листьями маниока или целыми варёными яйцами, а кулинарным специалитетом поселения Капау является гулай из говяжьих кишок, фаршированных смесью из рубленых яиц и тофу.
Набор специй и пряностей, используемых при приготовлении гулаев, в целом совпадает с тем, который используется в рендангах. Однако из-за того, что эти блюда готовятся в специях не так долго, как ренданги, срок их хранения не столь продолжителен.

### Баладо

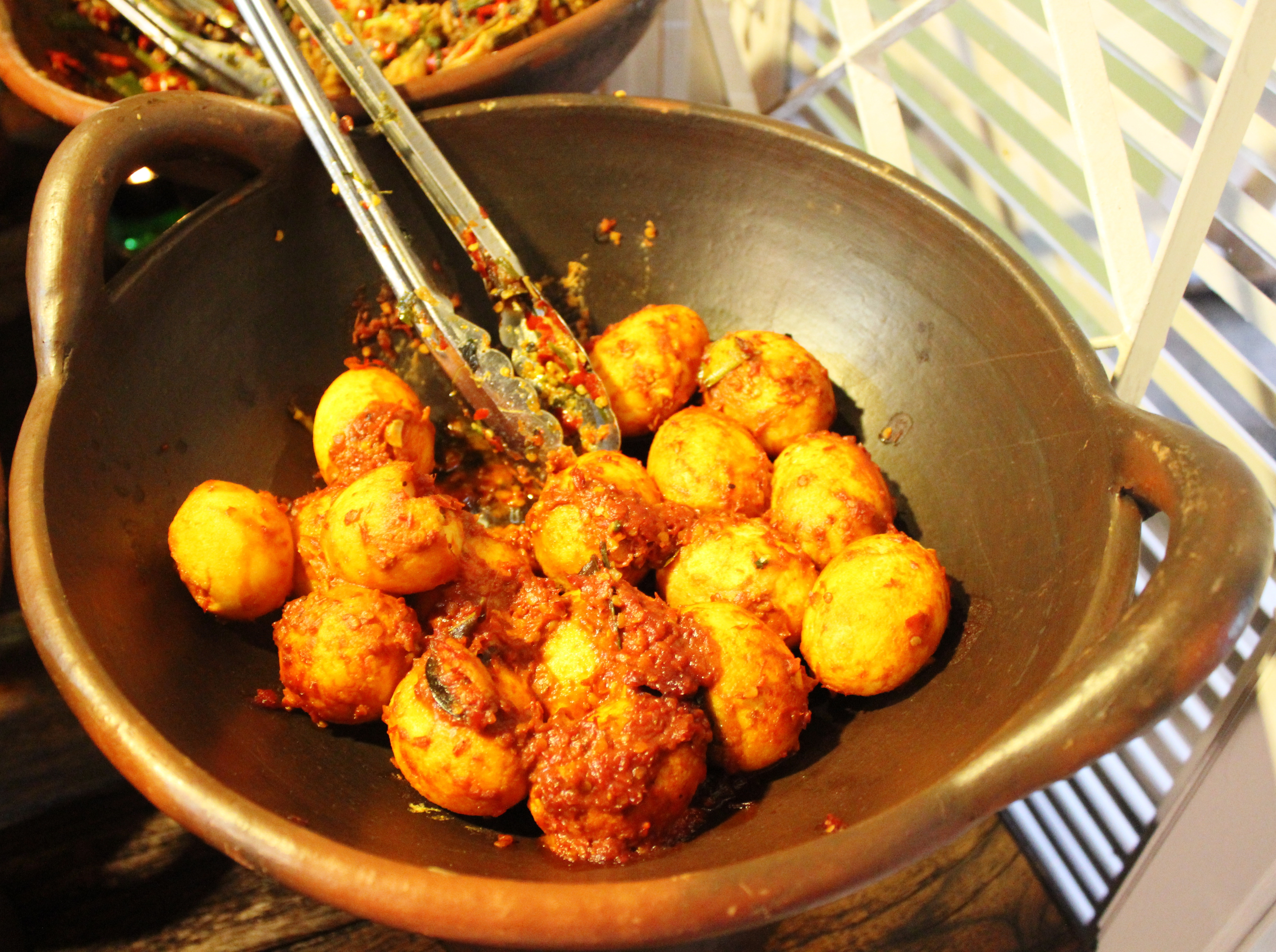
Баладо из яиц

Приготовление баладо — в отличие от многих других падангских кушаний — не предусматривает тушения. В данном случае продукты подвергаются обжарке на воке или сковороде, причём в два этапа: вначале в чистом растительном масле, а затем в остро-пряном фритюре из масла и измельчённого красного перца, смешанного с другими приправами. В качестве последних чаще всего используются чеснок, душистый перец, паприка, лук, куркума, сок и листья лайма, а также мякоть томата или тамаринда. После подобной обжарки продукты обычно приобретают достаточно интенсивный золотистый, оранжевый или красновато-коричневый цвет. Часть фритюра, как правило, налипает на них, образуя неравномерную корочку, а остатки превращаются в подобие густой подливки.
Сырьём для баладо часто служат различные виды мяса, причём не только в сыром виде: в ход также идёт такой суматранский кулинарный специалитет, как денде́нг (индон. dendeng) — тонкие полоски вяленой говядины, местная разновидность джерки. Повсеместной популярностью пользуется баладо из яиц — куриных или утиных, которые предварительно варят вкрутую и очищают от скорлупы: в готовом виде их нередко укладывают в пирамидки. Другие распространённые варианты — баладо из некрупной рыбы, курятины, тофу, темпе, а также из некоторых овощей — баклажанов, шпината, картофеля.
Традиционное баладо является однокомпонентным. Однако в последние два десятилетия в некоторых заведениях общественного питания современного типа — вначале на Суматре, а затем и в других районах Индонезии — была освоена практика выпекания пиццы-баладо. Разнообразные ингредиенты её топпинга приготовляются как баладо: обычно все вместе, и реже — по отдельности.

### Асам-падех

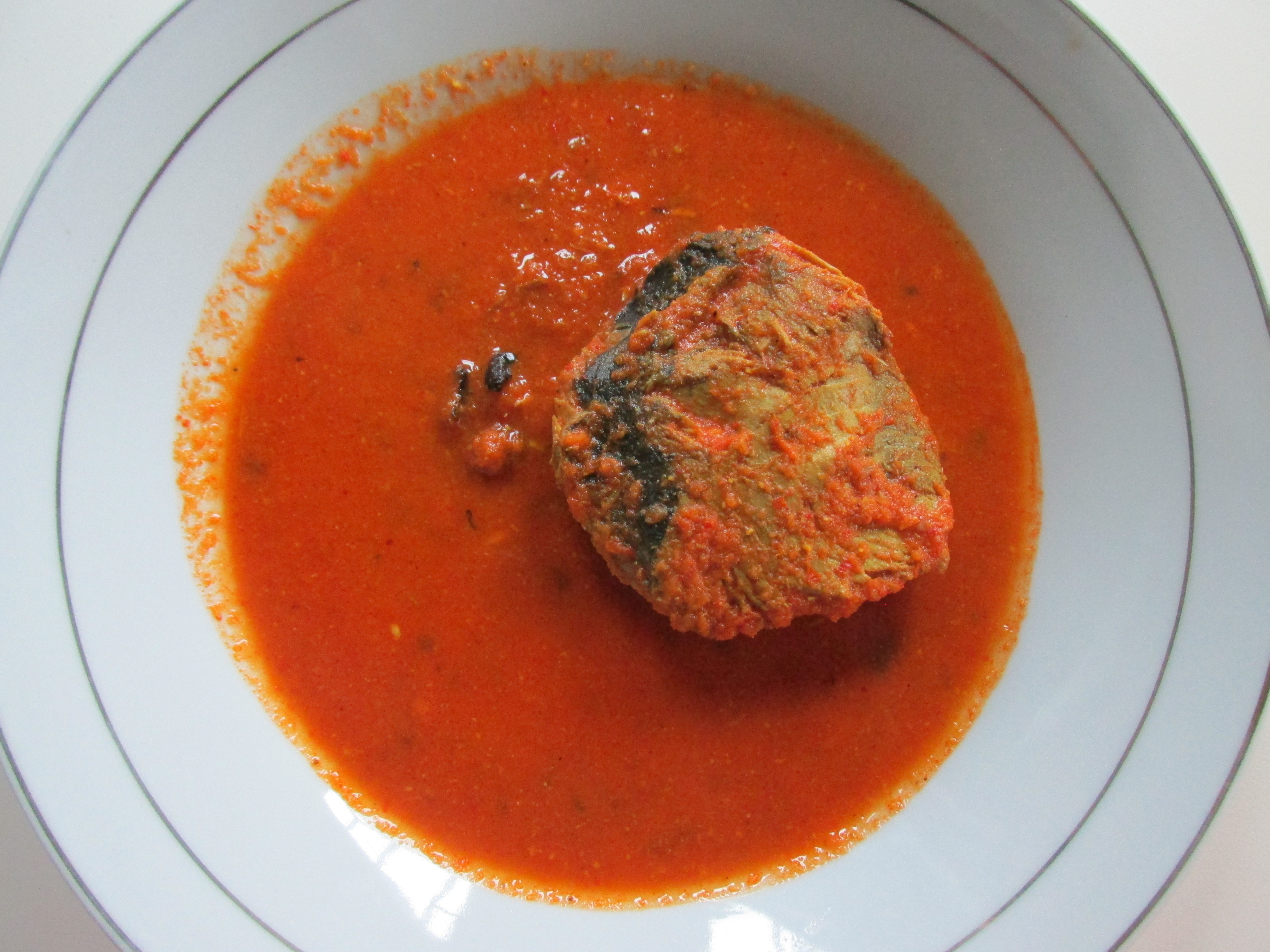
Асам-падех из морской рыбы

Асам-падех (мин. asam padeh) представляет собой кушанье, тушёное в соусе без использования кокосового молока. Как в Индонезии, так и за её пределами, оно больше известно под индонезийским названием «асам-педас» (индон. asam pedas), которое, как и оригинальное название на языке минангкабау, означает «кисло-острое», что в полной мере соответствует вкусовым особенностям этого блюда. Готовится оно из преимущественно из рыбы и морепродуктов, хотя существуют и мясные варианты. Из морских видов рыбы чаще используются малый восточный тунец, луциан и южноазиатская тропическая скумбрия; из пресноводных — настоящий гурами, полосатый змееголов и различные пангасии; из морепродуктов — кальмары или каракатицы.
Основой соуса служат обжаренные в растительном масле измельчённые специи, главными из которых являются мякоть тамаринда, красный перец и листья гарцинии красильной — одна из наиболее специфических приправ падангской кухни, мало известная в Индонезии за пределами Суматры. Помимо них в это блюдо традиционно добавляются лук-шалот, чеснок, имбирь, куркума, кардамон, лумбанг, альпиния галанга, листья лайма и сизигиума многоцветкового. После превращения прожаренной смеси специй в однородное маслянистое пюре она разводится водой, и в образовавшемся соусе тушатся продукты, обычно нарезанные крупными кусками.
Асам-падех относится к числу наиболее традиционных, исконных падангских блюд. При этом уже достаточно давно это кушанье у минангабау переняли их ближайшие соседи, в частности, малайцы и жители других районов Суматры.

### Блюда из курятины

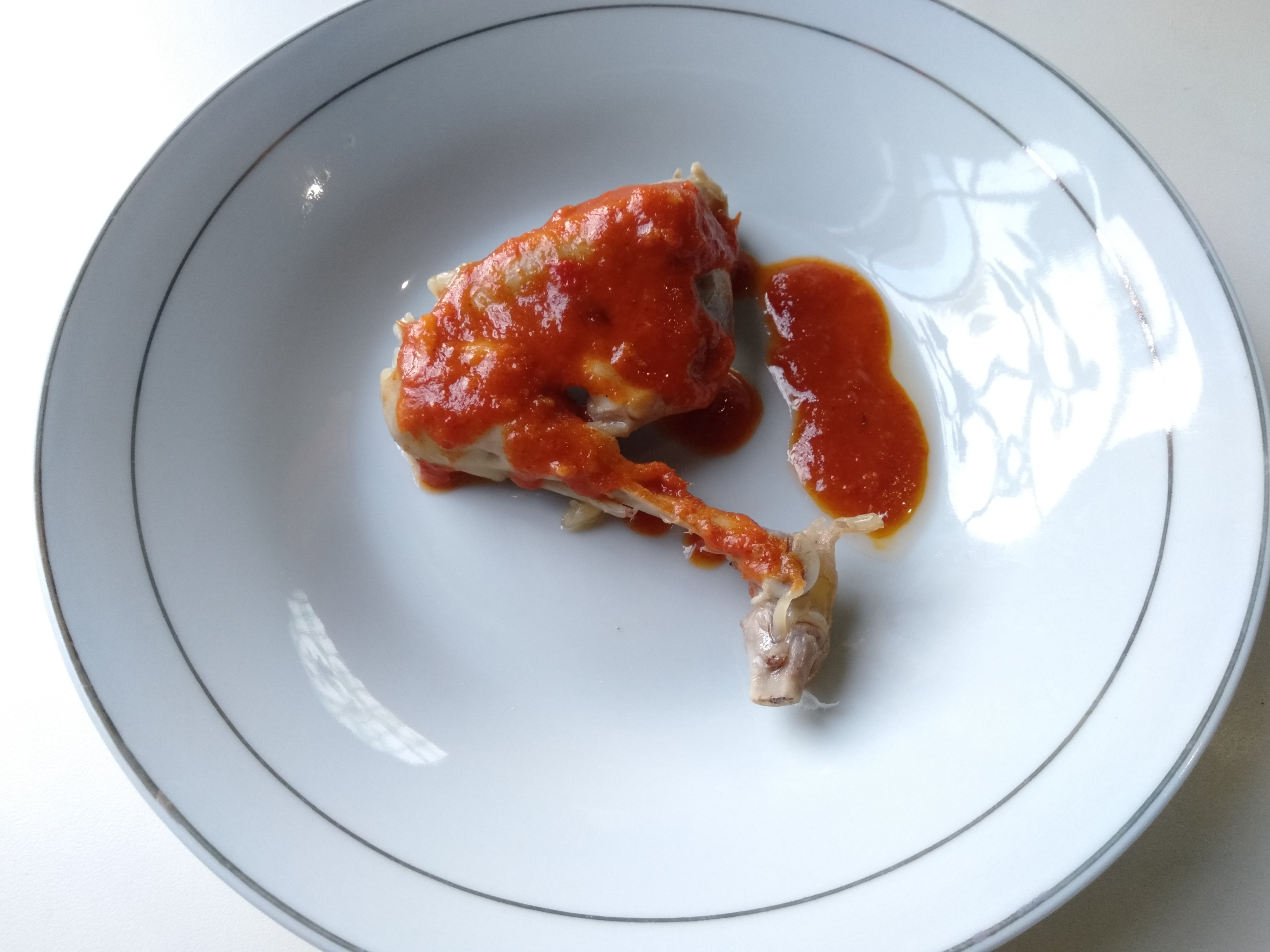
Аям-поп, поданная с самбалом

Курятина занимает достаточно важное место в кулинарных традициях минангкабау. Характерной чертой падангской кухни является использование куриных тушек преимущественно без кожи: на традиционных рынках в местностях, населённых минангкабау, они, по желанию покупателя, могут свежеваться непосредственно перед продажей.
Из курицы готовятся не только вышеописанные ренданги, гулаи и баладо, но и ряд других блюд. Большой популярностью, в частности, пользуется аям-поп: курятина, сначала отваренная крупными кусками без кожи в кокосовом молоке со специями, а затем зажаренная в растительном масле. Благодаря длительной варке в кокосовом молоке курятина приобретает характерный белёсый цвет, в полной мере сохраняющийся и после жарки. Специи, применяемые при приготовлении этого блюда, относительно немногочисленны: обычно это чеснок, имбирь, челнобородник лимонный и листья лайма. Красный перец в ходе варки не добавляется, однако уже готовое кушанье часто обильно поливается перечным соусом — самбалом.
Ещё одним традиционным блюдом падангской кухни является барбекю из курицы в специях. Перед жаркой на углях крупные куски курятины маринуются в кокосовом молоке, заправленном специями, в число которых обязательно входит куркума. Для лучшей пропитки курятины маринадом ёмкость с ней обычно прогревают какое-то время на малом огне — подобная кулинарная технология применяется как в падангской, так и в некоторых других кухнях Индонезии. Благодаря куркуме куски курицы после приготовления приобретают весьма яркий жёлтый цвет, поэтому данное блюдо часто называют «жёлтой жареной курицей». Наряду с этим кушаньем в кухне минангкабау фигурирует и «зелёная курица», которая приобретает свой цвет благодаря обжарке в измельчённом недозрелом перце-чили.

### Сате

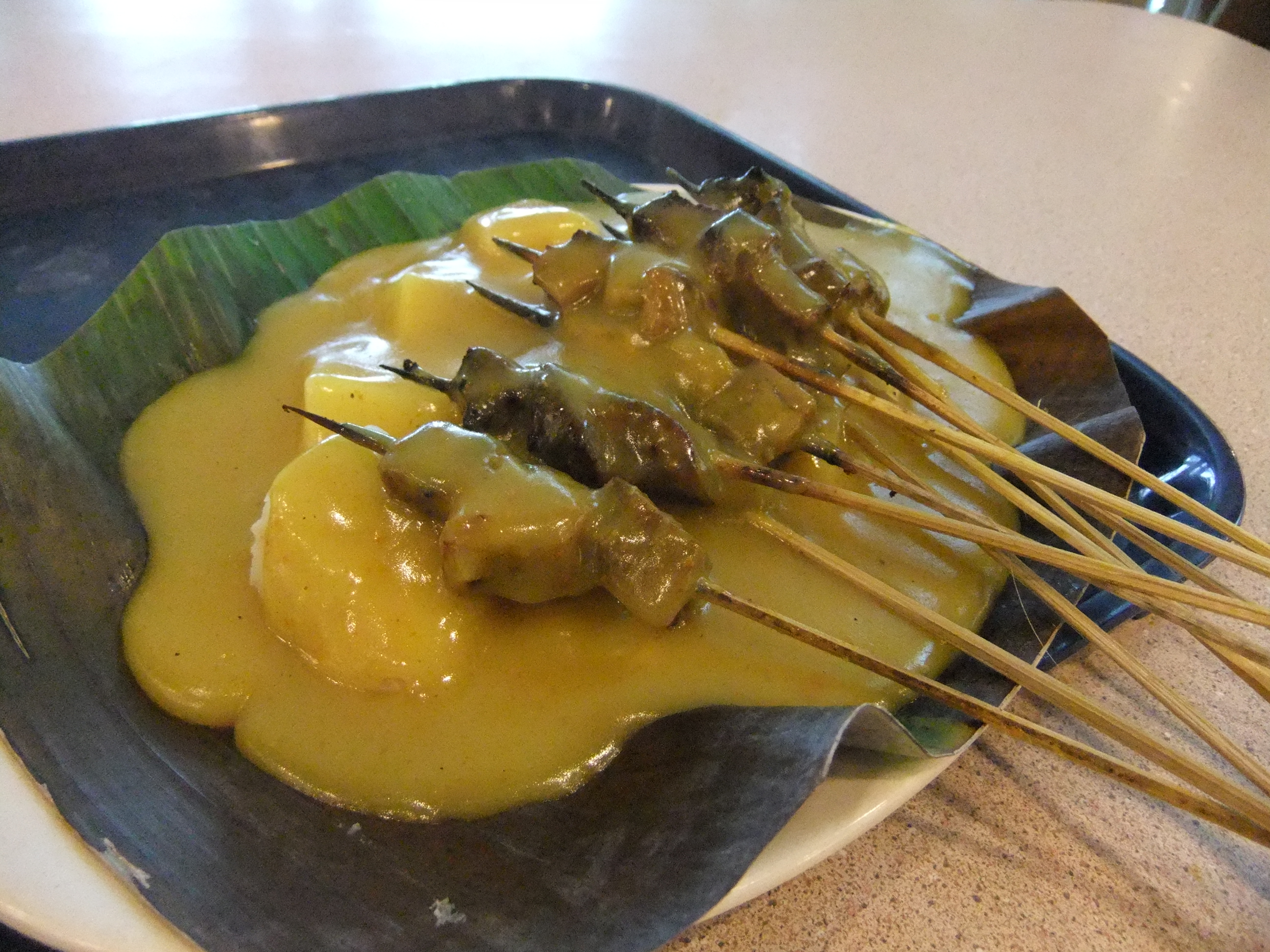
Сате по-падангски с традиционным жёлтым соусом

Сате — миниатюрные шашлычки, родиной которых считается Ява, пользуются широкой популярностью по всей Индонезии и за её пределами. Их приготовление достаточно давно освоено падангской кухней — как и многими другими этническими кухнями страны, и в кулинарной практике минангкабау это кушанье занимает вполне заметное место. При этом, если яванская кухня отличается исключительным многообразием сате — в ней они готовятся практически из всех видов мяса, включая весьма экзотические, а также из морепродуктов, яиц и даже темпе и тофу, то в падангской фигурируют преимущественно шашлычки из говядины и говяжьих субпродуктов — в основном из обрези, требухи, языка или сердца.
Сама технология приготовления сате на падангский манер отличается от общеиндонезийской тем, что мясо или субпродукты сначала варятся, и лишь затем нарезаются на кусочки, сдабриваются специями и отправляются на шампурах на мангал. Размер падангских шашлычков и материал шампуров вполне соответствуют обычным индонезийским стандартам: на тонкие бамбуковые шпажки асимметрично — ближе к заострённому концу — нанизываются по три-пять кусочков размером чуть больше фаланги пальца. Однако подача кушанья является достаточно самобытной: готовый сате традиционно сопровождает соус, приготовляемый на основе загущённого рисовой мукой говяжьего бульона с добавлением куркумы, зиры, перца-чили, калгана, имбиря и других специй. Часто шпажки с шашлычком, выложенные на тарелку, заливают большой порцией такого густого пряного соуса.
Подобный сате пользуется немалой популярностью во многих регионах Индонезии именно под названием сате-паданг (индон. sate Padang) — сате по-падангски. В то же время, сами минангкабау выделяют две разновидности этого кушанья, которые считаются кулинарными специалитетами двух разных западносуматранских городов — Падангпанджанга и Париамана. Их отличие заключается исключительно в составе и цвете соуса. Если у сате по-падангпанджански подливка имеет различные оттенки жёлтого за счёт своего главного ингредиента — куркумы, то у сате по-париамански соус она красноватая — благодаря обилию перца-чили.

### Супы и каши

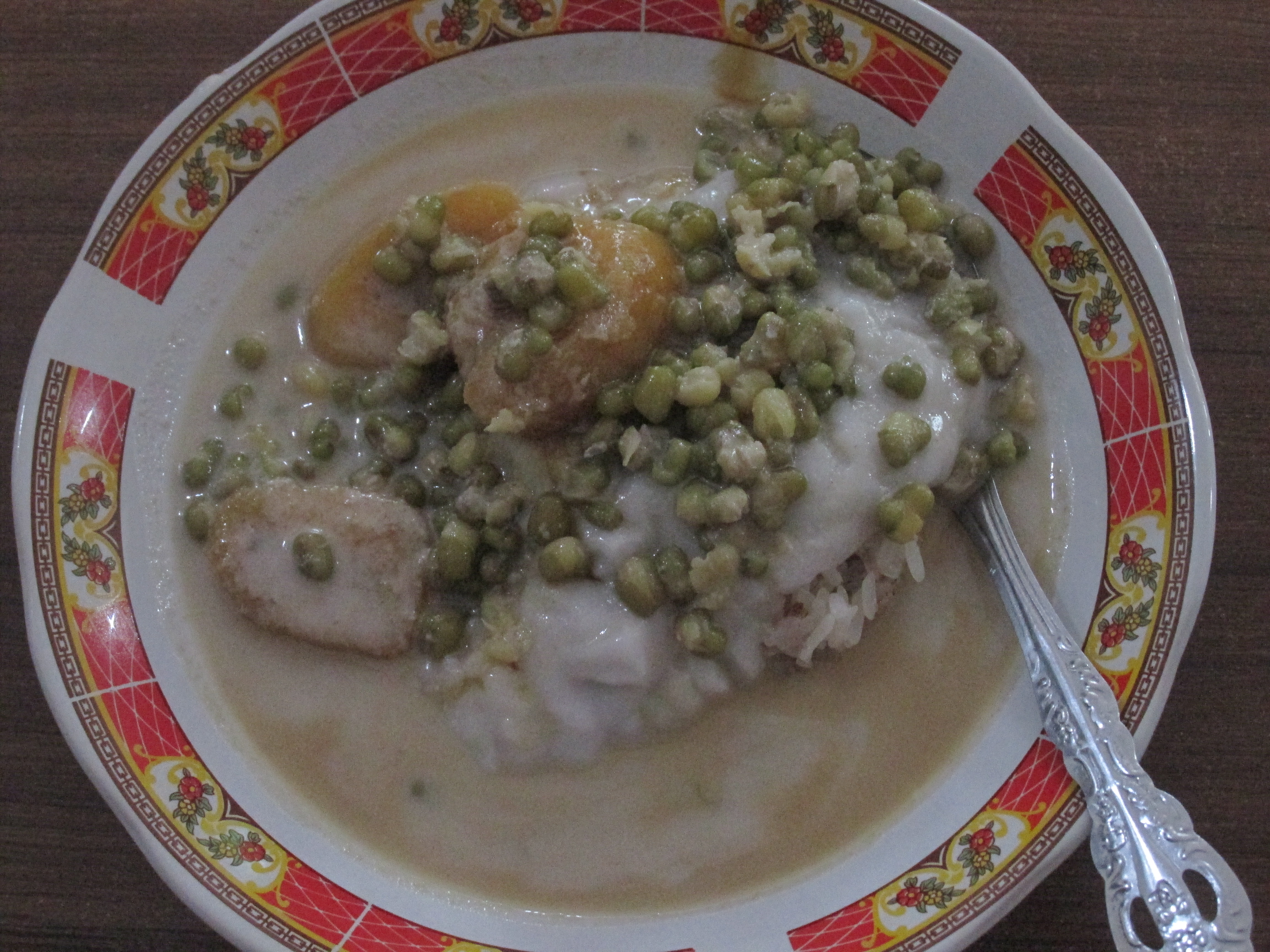
Бубур-кампиун с машем и кусочками батата, сваренного в сиропе

Жидкие горячие блюда в падангской кухне весьма немногочисленны, что отличает её от многих других ведущих этнических кухонь Индонезии — в частности, от яванской, перанаканской, макасарской или минахасской. Однако несколько видов супов и каш занимают в рационе минангкабау достаточно важное место.
Наиболее популярный из супов носит соответствующее название — сото-паданг, то есть суп по-падангски. Он готовится из говядины, часть которой после первого этапа варки извлекается из бульона, нарезается небольшими кусочками и обжаривается в растительном масле до хрустящей корочки, а другая часть продолжает вариться с большим количеством специй и зелени. Подача супа весьма своеобразна: в миски всех участников трапезы кладутся кусочки обжаренного мяса, отдельно сваренная тонкая рисовая лапша и, как правило, отдельно приготовленные картофельные перкеделы — индонезийский вариант фрикаделек, после чего уже туда наливается горячий мясной бульон. Как и многие другие индонезийские супы, сото-паданг обычно посыпается крупуком.
Достаточно широкое распространение — особенно во внутренних районах Западной Суматры — получила каша на рисовой основе под колоритным названием бубур-кампиун, которое означает «чемпионская каша», «ма́стерская каша». Она готовится на кокосовом молоке из смеси обычного клейкого риса, неочищенного клейкого риса и рисовой муки с добавлением маша, а также бананов и батата, сваренных в сладком кокосовом молоке или сахарном сиропе. В кашу добавляется пальмовый или обычный сахар и, нередко, дополнительные сладкие компоненты — саго или небольшие шарики из рисовой муки, предварительно сваренные в густом сиропе. В городе Букиттинги и некоторых других местностях Западной Суматры это кушанье традиционно подают на вечернее разговление в дни Рамадана.

### Дадих

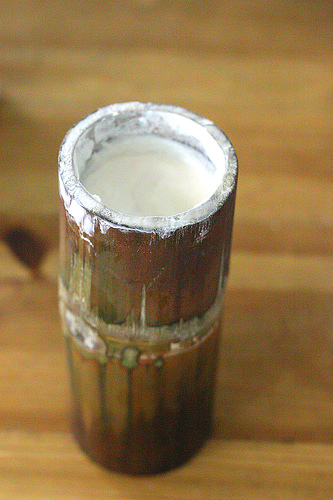
Дадих, изготовленный традиционным образом

Заметную роль в падангской кухне играет дадих — простокваша из буйволиного молока, что заметно выделяет её на фоне большинства других региональных кухонь Индонезии, в которых кисломолочные продукты либо не присутствуют вовсе, либо занимают весьма скромное место.
Специалисты считают прототипом дадиха дахи — традиционный индийский вариант йогурта, аргументируя это в том числе и этимологическим сходством названий этих продуктов. Однако, принципиальным отличием дадиха от дахи является то, что он готовится без какой-либо закваски — за счёт молочнокислого брожения, которое осуществляется молочнокислыми бактериями. Кроме того, в отличие от того же дахи, молоко в процессе приготовления дадиха не подвергается пастеризации, а сквашивается при комнатной температуре. Весьма самобытной является и тара, используемая для приготовления дадиха: он традиционно заквашивается в полых коленцах бамбука.
Залитые буйволиным молоком обрезки зрелых бамбуковых стволов с внутренним диаметром не менее 6—7 сантиметров закупориваются обожжёнными на огне листьями бананового дерева либо гибискуса липовидного, после чего процесс сквашивания занимает обычно 2—3 суток. Готовый дадих имеет желеобразную консистенцию — более густую и плотную, чем простокваша или йогурты из коровьего молока — и слегка кисловатый вкус. В коленце бамбука он может храниться при комнатной температуре до недели. Наряду с традиционным, надомным методом приготовления дадиха — в бамбуковых стволах — на Северной Суматре с конца XX века практикуется промышленное производство этого продукта — в металлических или пластиковых ёмкостях. При фабричном изготовлении в дадих нередко добавляются загустители, а также сахар и разнообразные вкусовые добавки — фруктовые соки, сиропы, карамель, шоколад.
Среди минангкабау дадих является популярным завтраком: за утренней трапезой его обычно посыпают крупуком из клейкого риса и иногда пальмовым сахаром. Подаётся он и в более позднее время суток: и как самостоятельное лёгкое блюдо, и как гарнир к варёному рису — в этом случае его нередко заправляют самбалом или нашинкованным острым перцем. Дадих фабричного производства обычно служит десертом либо употребляется в пищу отдельно от основной трапезы.

### Сладости

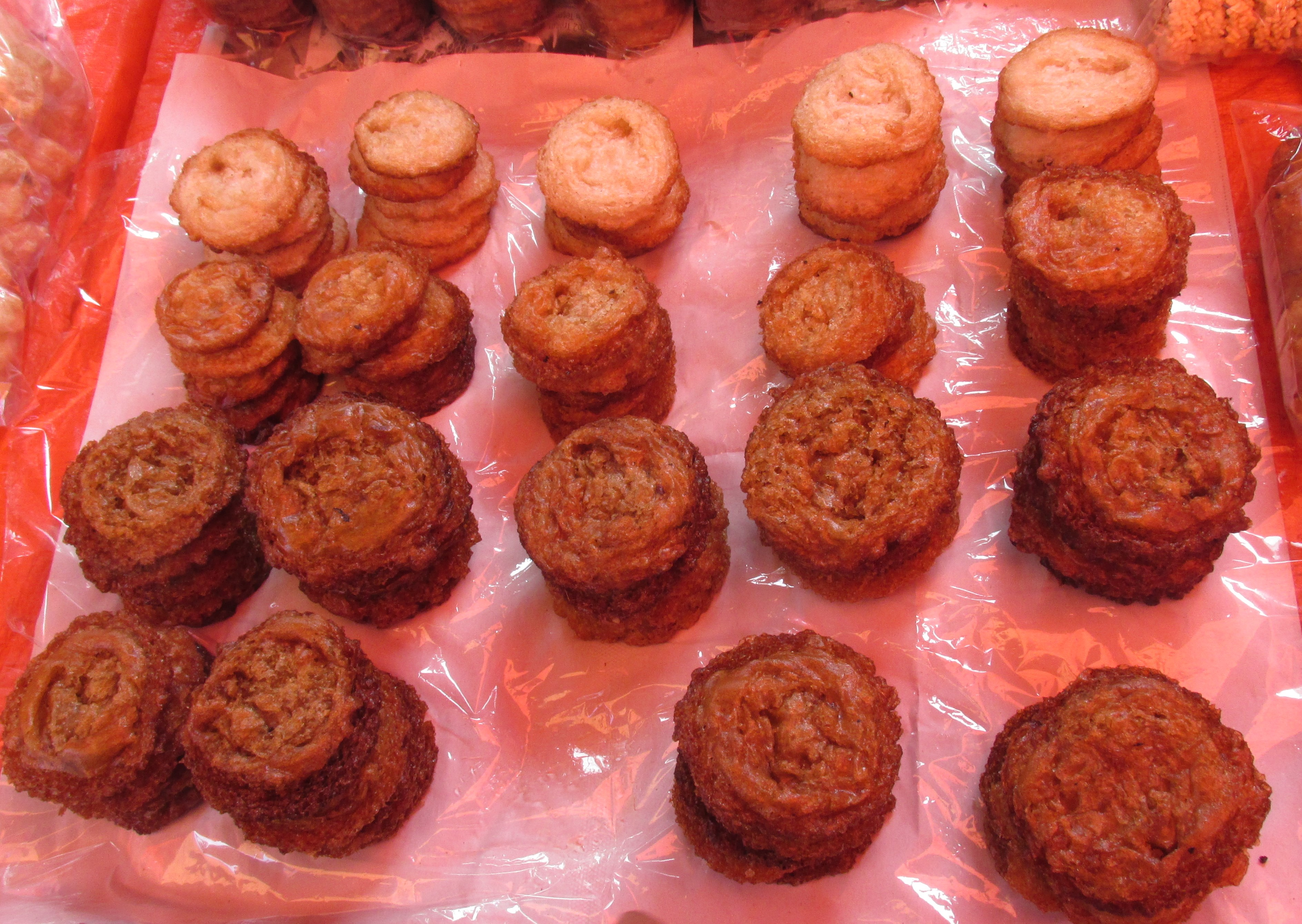
Традиционные падангские булочки пиньярам

Сладости занимают заметное место в падангской кухне, что достаточно типично для индонезийских кулинарных традиций в целом. Основную их часть составляет сладкая выпечка: соответствующие кондитерские изделия у минангкабау, как и у многих других народов Индонезии проходят под общим наименованием куэ, имеющим южноминьское происхождение. Большинство видов падангских куэ готовится из рисовой муки с добавлением кокосового молока и сахара — пальмового или обычного.
Наиболее характерным и популярным падангским куэ является пиньярам — толстая сдобная лепёшка или булочка, которая готовится из рисового теста, замешанного на кокосовом молоке с большим количеством пальмового сахара, и обжаривается в растительном масле. Простой пиньярам, в который не добавляется ничего, кроме указанных основных ингредиентов, имеет коричневый цвет за счёт пальмового сахара. Наряду с подобным традиционно готовятся и два цветных варианта пиньярама — чёрный и светло-зелёный: в первый из них добавляется дроблёный чёрный рис, во второй — небольшое количество пасты из листьев пандануса. Пиньярамы всех трёх видов являются неотъемлемым элементом праздничного стола минангкабау и считаются одним из символов падангской кухни.

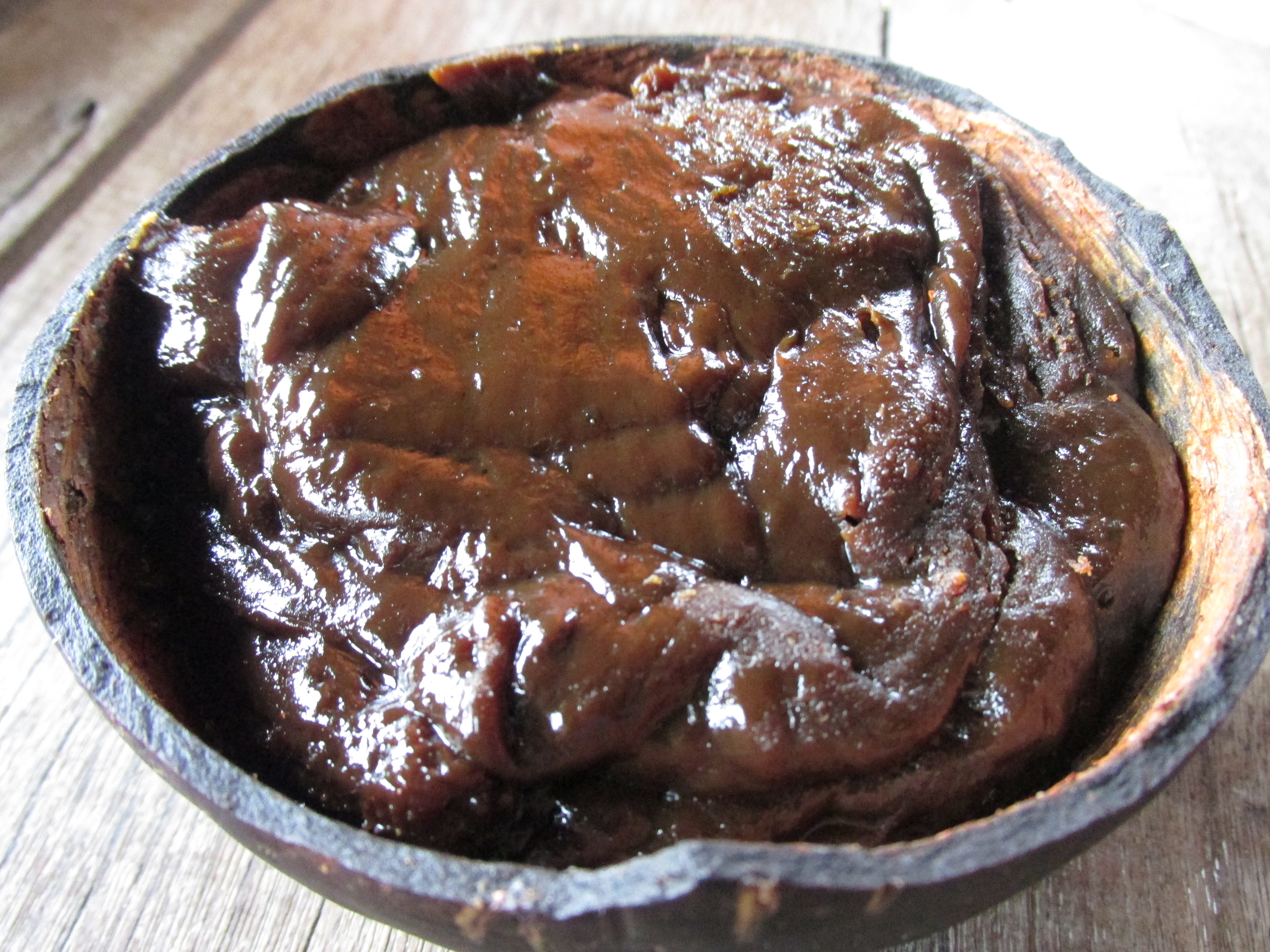
Галамай, поданный по-старинному — в чаше из скорлупы кокоса

К числу типичных падангских куэ принадлежат также куэ-басунг (индон. kue basung) и куэ-кочи (индон. kue koci). Оба они готовятся из муки, сделанной из клейкого риса и варятся на пару в облатках из бананового листа. Облатки куэ-басунг, который пропитывается сахарным сиропом на кокосовом молоке, имеют форму рожка, открытого с широкой стороны — в них эти сладости обычно и подаются. Куэ-кочи начиняются смесью измельчённой мякоти кокосового ореха с пальмовым сахаром и варятся в облатках, имеющих форму пирамидки, которые перед подачей снимаются.
Большой популярностью у минангкабау пользуется галамай — местная разновидность додола: желеобразная паста тёмно-коричневого цвета, представляющая собой сироп из неочищенного пальмового сахара на кокосовом молоке, загущённый мукой из клейкого риса. В галамай — в отличие от ряда других типов додола — часто добавляют измельчённый жареный арахис. Традиционно галамай было принято подавать в скорлупе кокосового ореха или небольших ёмкостях из пальмового листа, однако в настоящее время его чаще разливают в небольшие пластиковые пакетики.

### Напитки

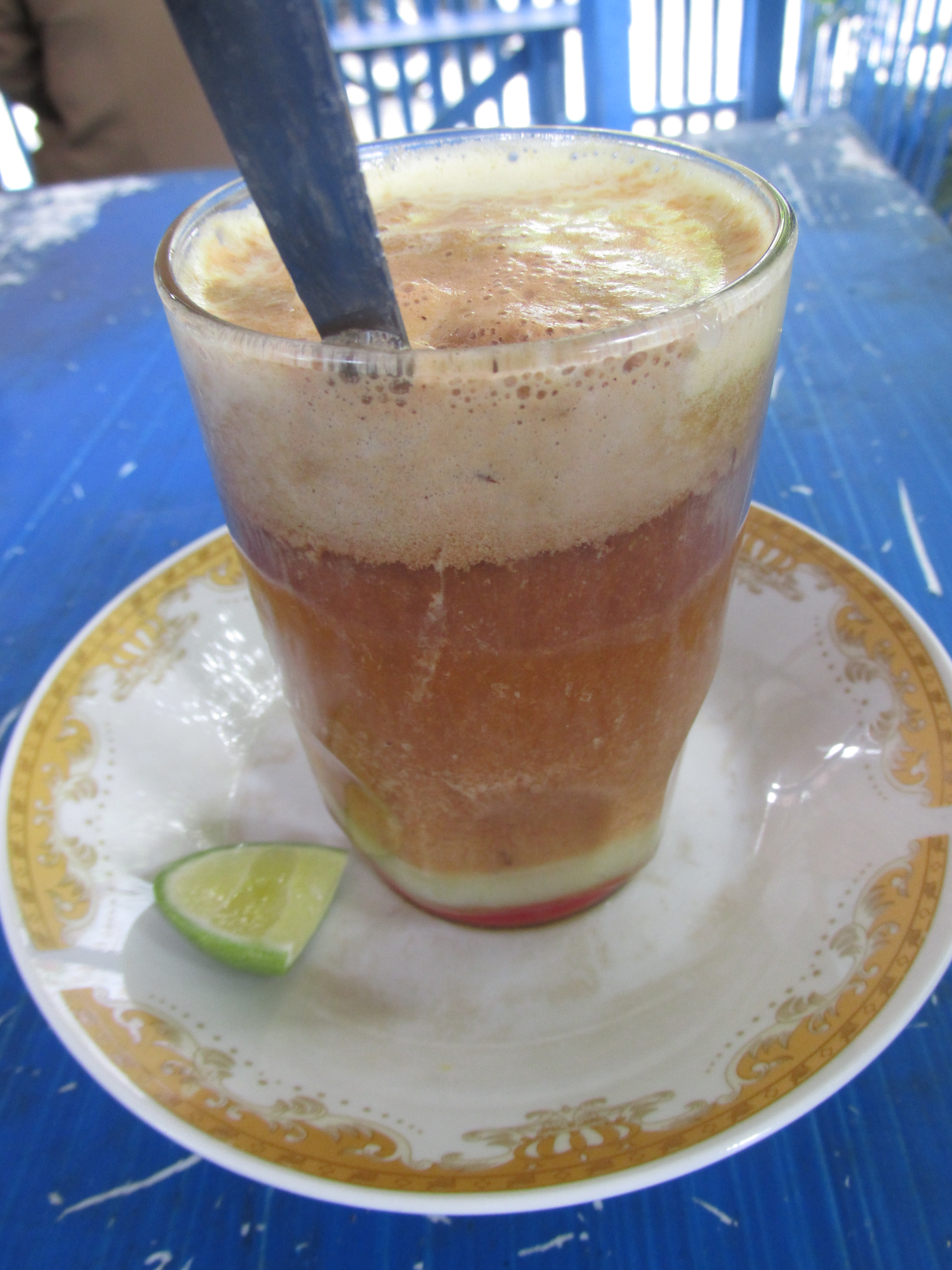
Тэ-талуа, поданный с кусочком лайма

Некоторые из напитков, характерных для падангской кухни, являются вполне типичными для индонезийской кухни в целом. Это, прежде всего, относится к чаю и кофе: соответствующие культуры были завезены на Суматру, как и на многие другие острова Индонезии, в период нидерландской колонизации.
В падангской кухне в ходу преимущественно чёрный чай: его подают как в горячем, так и в охлаждённом виде — опять же, как и в других кухнях страны. Однако, наряду с обычным чаем, среди минангкабау огромной популярностью пользуется особый чайный напиток, являющийся их исключительным кулинарным специалитетом — тэ-талуа, буквально «яичный чай». Он представляет собой крепкий чёрный чай, смешанный с желтком утиного или, реже, куриного яйца, взбитым с сахаром при помощи специального венчика их жилок пальмового листа, а в отсутствие такового — посредством обычной ложки. Обычно в тэ-талуа добавляется сок каламондина либо лайма. Кроме того, во второй половине XX века популярным дополнительным ингредиентом этого напитка стало сгущённое молоко. В отличие от обычного чая — горячего или холодного — тэ-талуа принято пить отдельно от еды. Длительные вечерние посиделки за стаканом яичного чая в традиционных падангских харчевнях являются излюбленным досугом мужчин-минангкабау, особенно в сельской местности.

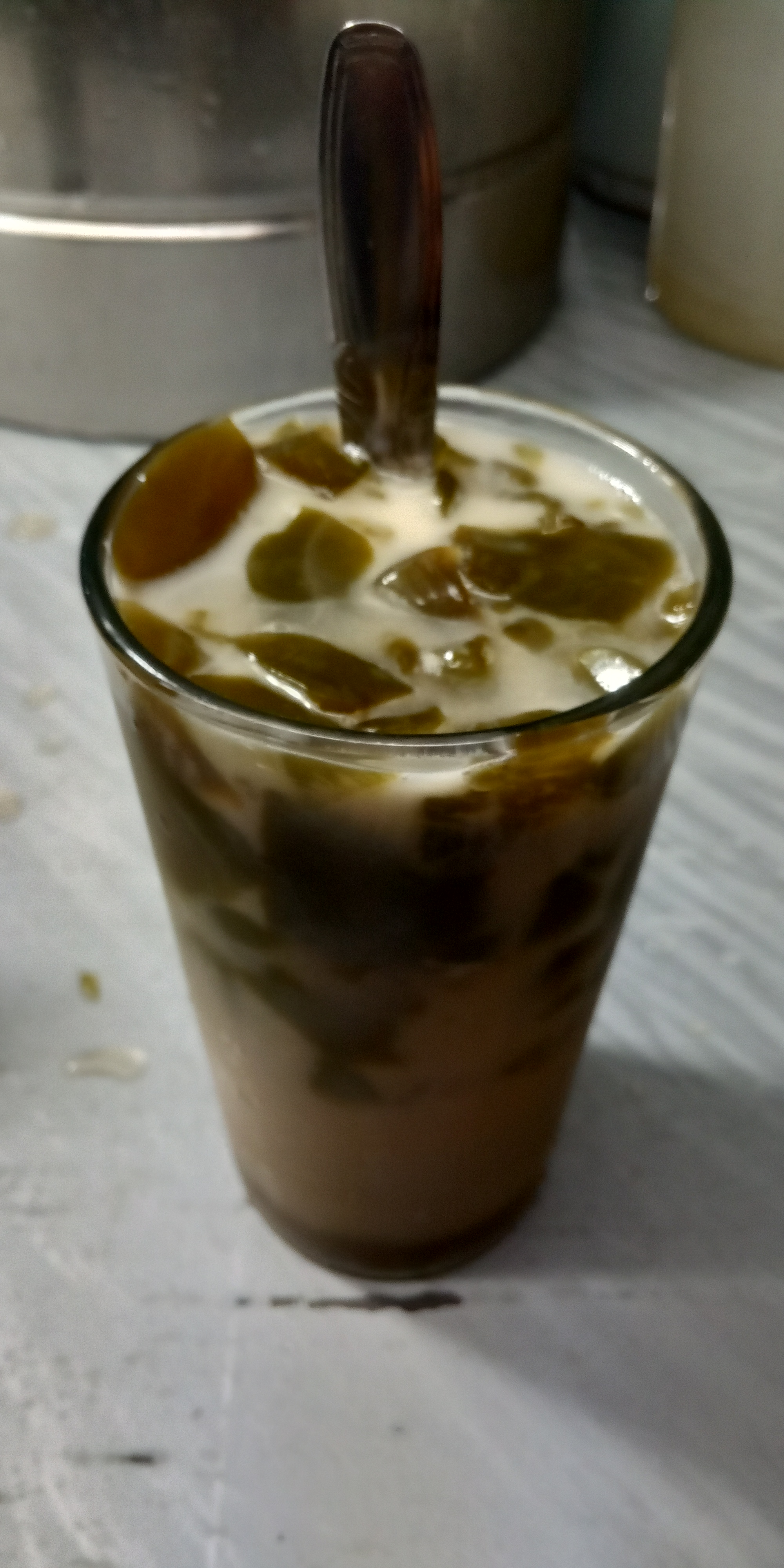
Айя-ака со льдом

Сходным образом в падангской кухне может готовиться и кофе — такой напиток, соответственно, называется копи-талуа (мин. kopi talua). Яичный желток взбивается непосредственно в стакане с сахаром, корицей и сгущённым молоком, после чего заливается горячим натуральным кофе. Как и тэ-талуа, копи-талуа при правильном приготовлении приобретает неоднородную, слоистую консистенцию: после заполнения стакана взбитая яичная масса обычно поднимается наверх, образуя густую пенку светло-кремового или желтоватого цвета, а в нижней части остаётся мутная жидкость более тёмного цвета.
В отличие от других народов Индонезии, минангкабау используют в кулинарных целях не только зёрна, но листья кофе. Их высушивают — подобно чайным листьям — и заваривают кипятком: такой напиток называется айя-кава (мин. aia kawa, буквально «кофейная вода»). Пьют его в горячем виде, обычно без сахара. В сельской местности на Западной Суматре сохраняется старая традиция подачи айя-кавы в чашках из скорлупы кокосового ореха.
Известным специалитетом падангской кухни является напиток айя-ака (мин. aia aka), который готовится из экстракта листьев растения Cyclea barbata с добавлением агар-агара а также, нередко, кокосового молока и пальмового сахара. В готовом виде он представляет собой густоватую коричневую или тёмно-зелёную жидкость с достаточно сильным ароматом, которую пьют холодной, часто со льдом.
Исторически среди минангкабау практиковались изготовление и потребление туака — индонезийской разновидности пальмового вина. Более того, современные специалисты продолжают причислять его к традиционным напиткам падангской кухни. Однако в силу многовековой принадлежности минангкабау к исламу и строгого соблюдения большинством из них соответствующих запретов употребление туака — как и других алкогольных напитков — носит в их среде маргинальный характер. При этом повсеместно употребляется напиток из молодых плодов бетелевой пальмы, обладающий тонизирующими свойствами. Для его приготовления мякоть бетелевых орешков взбивается с яйцом — цельным, либо с белком или желтком по отдельности, часто с добавлением мёда или сахара. В результате получается довольно густая пенистая жидкость белого или желтоватого цвета, которая пользуется немалой популярностью среди мужчин-минангкабау.

## Кухонная утварь

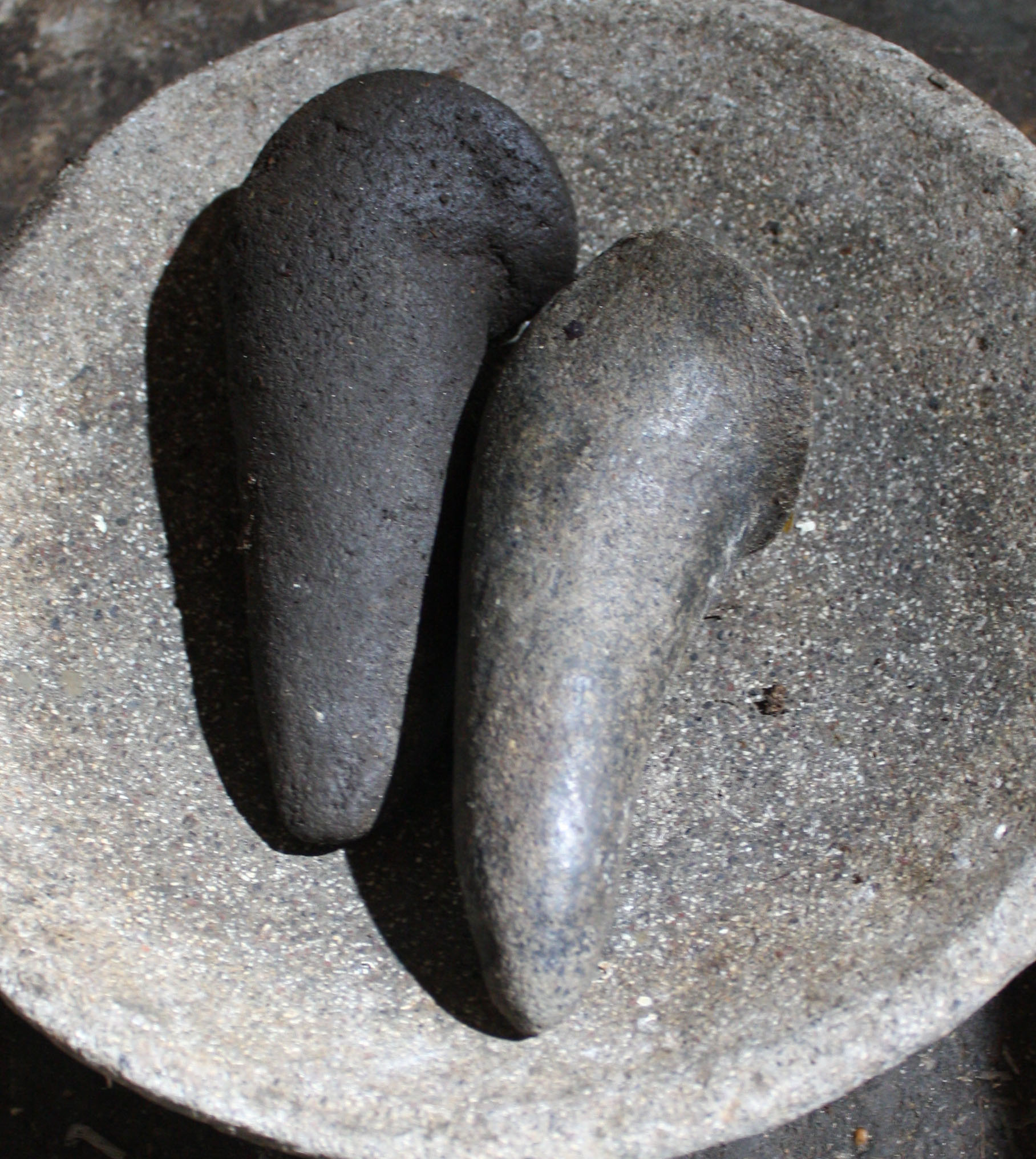
Каменная ступа и песты для растирания специй

Наиболее древней посудой для приготовления пищи у минангкабау являются полые стебли бамбука: они до настоящего времени активно используются в падангской кухне для варки рисового леманга и для сквашивания дадиха, а также для последующего хранения этих кушаний. Однако бо́льшая часть падангских блюд готовится в металлической и, реже, керамической посуде, типичной для большинства других современных мировых кухонь — котлах, кастрюлях, воках и сковородах, применение которых было освоено миангкабау в разные исторические периоды. Некоторые элементы кухонной утвари минангкабау достаточно своеобразны в сравнении с европейским кухонным инвентарём, однако вполне типичны для Индонезии в целом. К таким относятся, например, данда́нг (мин. dandang) — металлическая пароварка особой формы для приготовления риса, бала́нго (мин. balango) — толстостенный глиняный горшок, часто используемый для тушения гулаев, а также ба́ту-ла́до (мин. batu lado) — широкая каменная ступа для измельчения перца и других специй. Кроме того, в падангской кухне широко используются небольшие металлические мангалы и миниатюрные бамбуковые шампуры — для приготовления сате.
Как и у всех прочих индонезийцев, у минангкабау исторически было принято сервировать еду на полу или на земле. Обеденные столы и, соответственно, стулья стали входить в обиход на позднем этапе нидерландского колониального владычества и к началу XXI века получили повсеместное распространение. Для подачи еды уже не первое столетие используется в основном фарфоровая, фаянсовая, стеклянная и пластиковая посуда. При этом в сельской местности до сих пор в качестве плоской тарелки может использоваться лист банана или некоторых других растений, а в качестве чаши — скорлупа кокосового ореха.

## Принятие пищи и сервировка стола

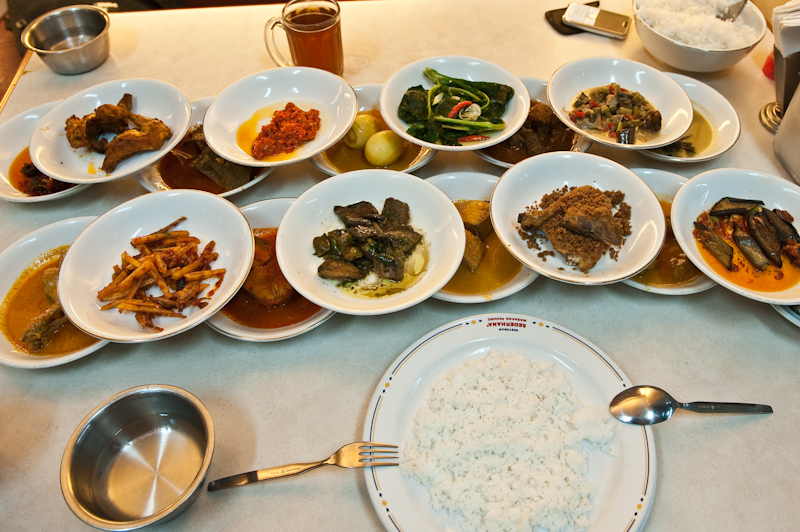
Классическая подача падангских блюд

Исторически падангская кухня предусматривает еду руками. Этот способ приёма пищи весьма часто практикуется и в настоящее время, особенно на селе и среди людей старшего поколения. Для мытья рук в этом случае подаются специальные миски с водой, традиционно имеющие полусферическую форму — кабо́каны (мин. kabokan). Одновременно с этим всё более широко практикуется еда с помощью столовых приборов европейского образца — вилки и ложки, которые начали входить в обиход с середины XX века. Что касается столового ножа, то этот прибор у минангкабау, как и у других народов Индонезии, распространения практически не получил: твёрдая пища при необходимости разрезается ребром вилки или ложки. Вопрос о правильном потреблении падангской еды стал в настоящее время предметом определённой общественной дискуссии: доводы в пользу своих позиций приводят как сторонники еды руками, так и те, кто использует вилку и ложку. В декабре 2020 года в этом диспуте отметился младший сын президента Индонезии Джоко Видодо: признав на своей странице в сети Твиттер, что ест падангскую еду с помощью ложки и вилки, 26-летний Кэсанг Пангареп попросил за это прощения.
Как и у большинства других индонезийских народов, у минангкабау принято трёхразовое питание — исключение в этом плане могут составлять только люди, находящиеся в крайне тяжёлом материальном положении. Основой трапезы в любое время дня является варёный рис, причём завтрак, обед и ужин по своему составу отличаются друг от друга в значительно меньшей степени, чем в европейской или некоторых других кухнях. В качестве небольшого нюанса исследователи отмечают, что за ужином, в отличие от утреннего и дневного приёма пищи, минангкабау редко едят фрукты.

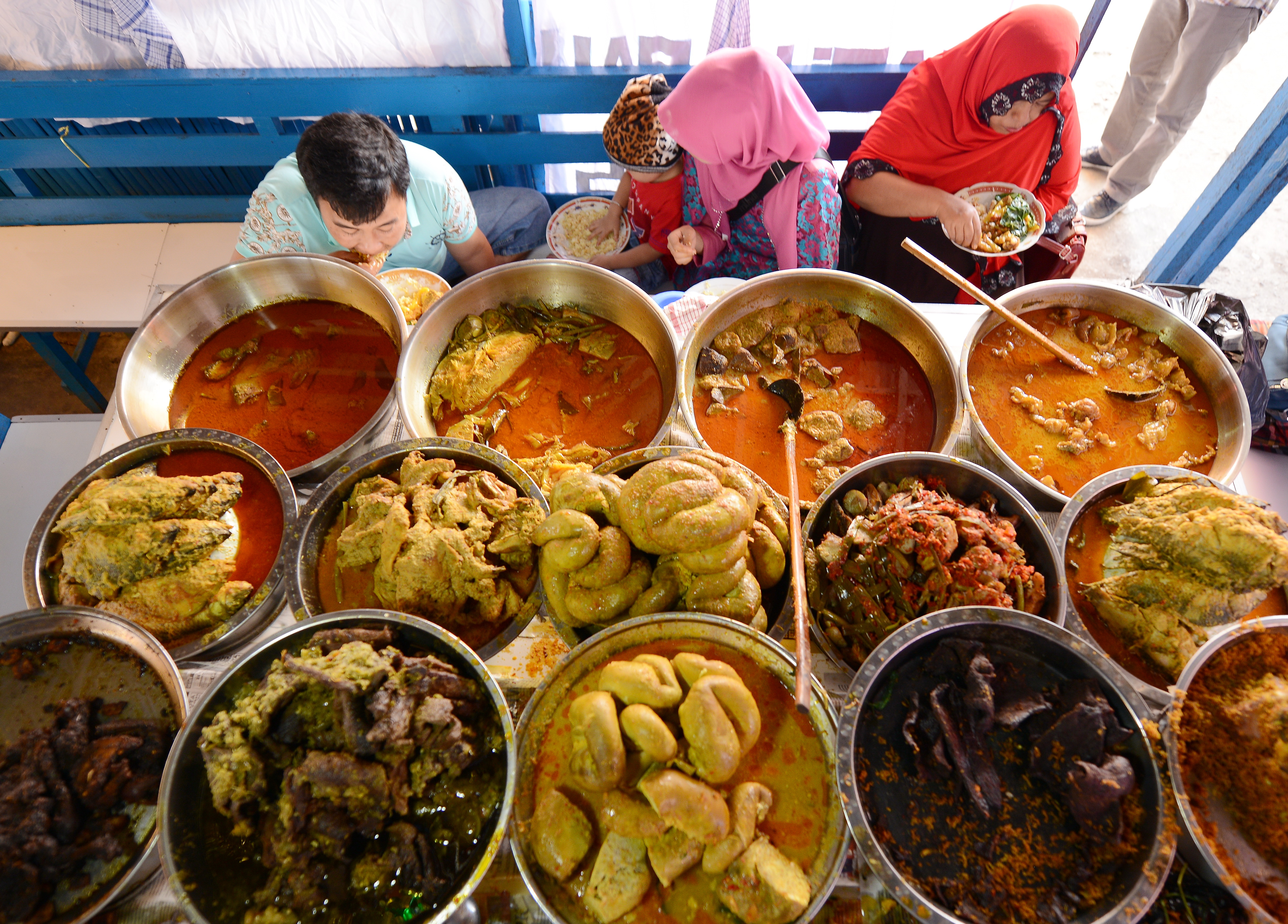
Наси-капау сервируется в глубоких мисках или судках

Если в плане используемой кухонной утвари падангская кухня не имеет сколь-либо существенных отличий от других этнических кухонь Индонезии, то принятая в ней сервировка блюд является достаточно своеобразной. Кушанья подаются без каких-либо перемен: на стол одновременно выставляется вся еда, предназначенная для трапезы — обычно в небольших тарелочках или мисочках. Центральное место в сервировке при этом традиционно занимает большая порция варёного риса, которая по ходу трапезы делится между всеми едоками. Все остальные кушанья служат более или менее существенными дополнениями к рису — это само по себе совершенно типично для большинства кухонь не только лишь Индонезии, но и всей Восточной Азии. Однако специфичной чертой падангской кухни является то, что добавки к рису подаются не на одной тарелке с самим рисом — рядом с ним либо поверх него — а именно в отдельных однотипных ёмкостях. Более того, когда при обильных трапезах все добавки к рису не умещаются на столе в один слой, тарелочки с ними устанавливаются одна на другую, образуя несколько «этажей». Подобная сервировка риса в окружении большого количества тарелочек или мисочек с другими кушаньями в один или несколько «этажей» называется наси-паданг — «рис по-падангски» и является одной из важнейших особенностей кухни минангкабау.

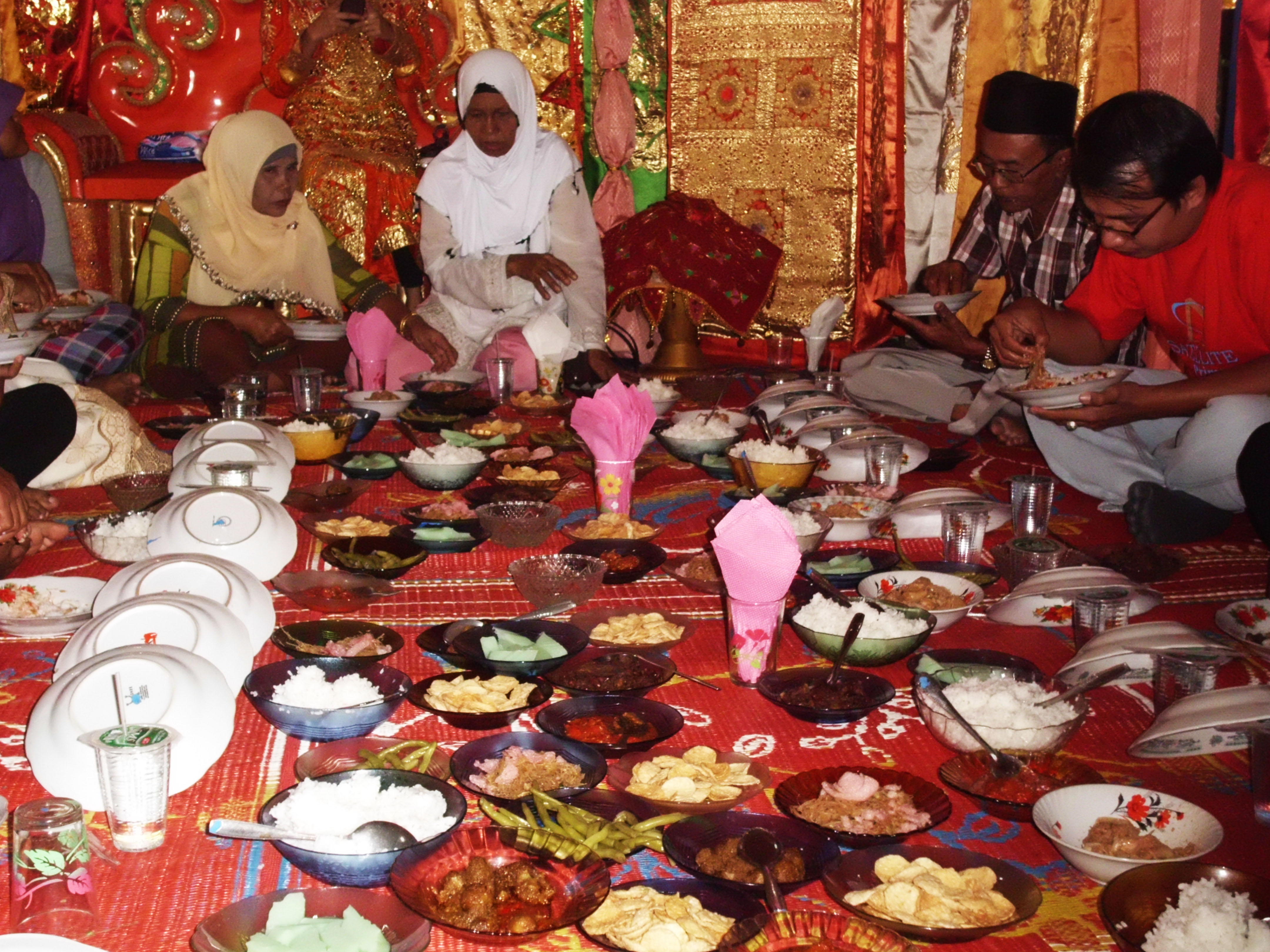
Макан-баджамба — коллективная трапеза минангкабау

В некоторых населённых минангкабау местностях, в частности, в городе Букиттинги и в окружающем его со всех сторон округе Агам, принята немного нюансированная подача кушаний, получившая название по одному из поселений указанного округа — наси-капау, то есть «рис по-капауски». В ней большую часть гарниров к рису традиционно составляют различные гулаи, приготовленные в большом количестве жидкого пряного соуса, которые обычно подают не на тарелках, а в глубоких мисках или металлических судках и, соответственно, не устанавливают в несколько «этажей». Несмотря на столь незначительное отличие, местные жители всячески подчеркивают самобытность и особенность наси-капау, считают его не вариантом наси-паданга, а альтернативой ему.
Трапезы, приуроченные к праздникам и иным значимым поводам, у минангкабау с кулинарной точки зрения принципиально не отличаются от повседневных. Кушанья в этих случаях также подаются в небольших тарелках и служат гарнирами к варёному рису, при этом их ассортимент обычно бывает более разнообразным, в ход идут более дорогие продукты. Непременным атрибутом праздничного стола являются разнообразные сладости. Однако основное отличие подобных трапез заключается именно в подаче блюд и соответствующем антураже.
Массовые застолья по случаям исламских праздников и других важных общественных событий, в том числе культурных фестивалей и корпоративных мероприятий, носят у минангкабау название макан-баджамба. Подобные сборища могут проводиться на дому, но чаще организуются в каком-то общественном помещении, в больших шатрах или на открытом воздухе — обычно под длинным навесом. Для доставки яств к месту трапезы собирается торжественная процессия, состоящая исключительно из женщин, которые наряжаются сообразно случаю. Из тарелок с угощениями формируют типовые сеты, которые расставляют на больших круглых подносах, после чего накрывают пальмовыми листьями, а поверх них — специальными матерчатыми покрывалами, обычно расшитыми золотым шитьём. Водрузив подносы на головы, женщины несут их к месту трапезы: перед особо крупными застольями такие процессии могут растягиваться на сотни метров или даже на несколько километров, и часто собирают толпы зрителей. Явившись к месту сборища, женщины сервируют кушанья на коврах или скатертях, которые расстилают прямо на полу или на земле, либо же на специальном невысоком длинном настиле.
Участники трапезы садятся двумя рядами друг напротив друга непосредственно на пол или на землю. Мужчины традиционно сидят «по-турецки» — скрестив ноги, женщины «по-японски» — опустившись на колени. Перед каждой группой гостей выставляется однотипный набор угощений, которые едят исключительно руками. В отличие от обычных трапез в ходе макан-баджамба рис обычно не разделяется между едоками по тарелкам — каждая группа гостей берёт его непосредственно из большого блюда, стоящего посреди набора кушаний. Перед началом еды представители мусульманского духовенства либо наиболее уважаемые гости обычно зачитывают выдержки из Корана, приличествующие поводу. Кроме того, застолья, посвящённые радостным событиям, обычно предваряют выступления певцов, музыкантов или танцоров. Подобные коллективные приёмы пищи у минангкабау могут быть весьма многочисленными. Индонезийским музеем мировых рекордов зафиксирована макан-баджамба с наибольшим количеством участников: в 2006 году в Савахлунто в ознаменование 123-летия основания этого западносуматранского города было организовано застолье на 16 332 человека.

## Общественное питание

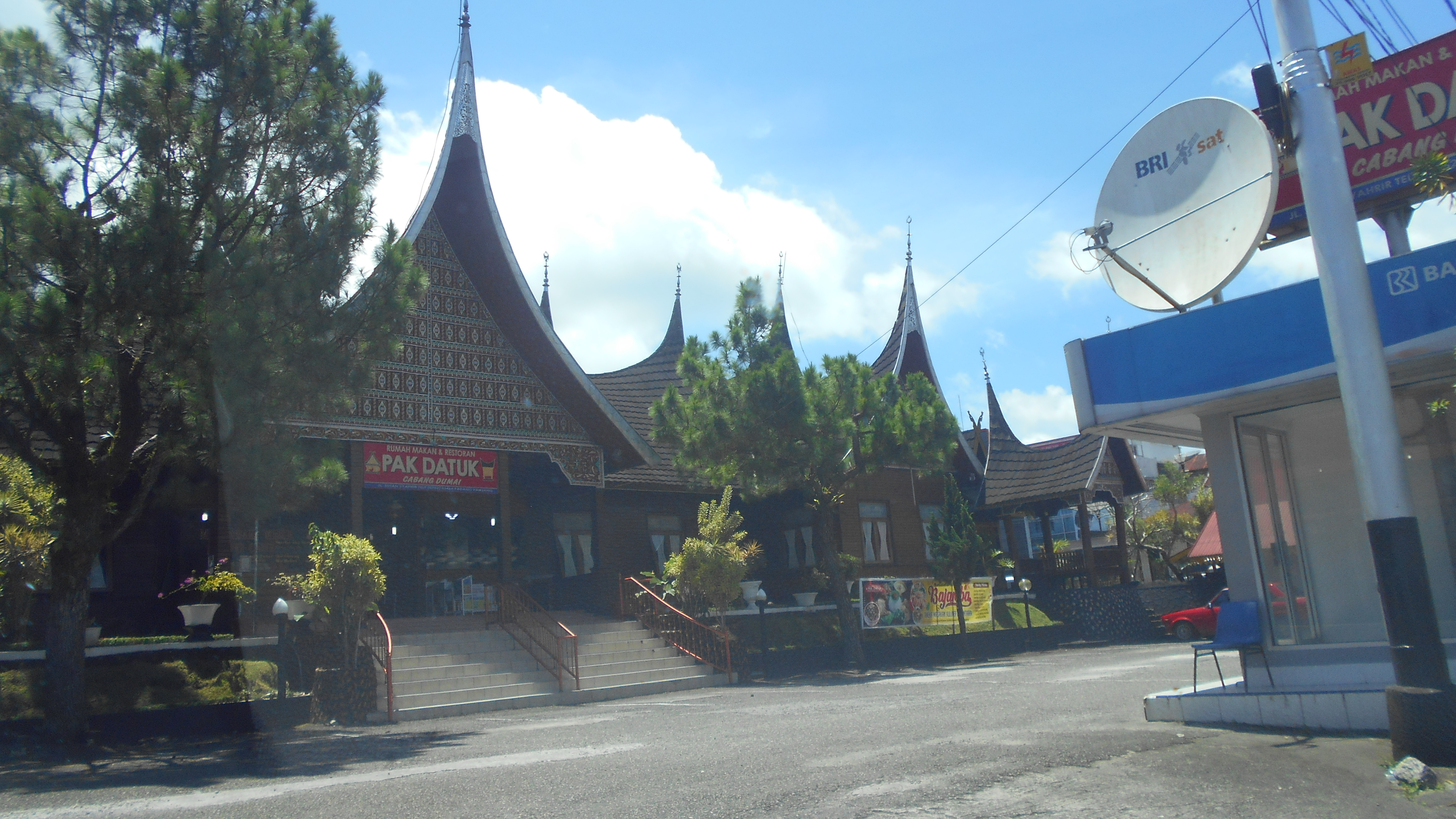
Классический ресторан падангской кухни на Западной Суматре

Общественное питание является весьма значимым измерением падангской кухни, поскольку эта сфера традиционно занимает важное место в хозяйственной деятельности минангкабау — и в районах их исконного проживания и, ещё в большей степени, в местах их относительно недавнего расселения. Ресторанный бизнес на Западной Суматре и сопредельных территориях, населённых минангкабау, имеет достаточно давнюю историю, однако его ускоренное развитие началось во второй четверти XIX века, когда эта часть Суматры стала активно осваиваться нидерландскими колонизаторами и, соответственно, включаться в социально-экономические процессы, происходившие в Нидерландской Ост-Индии.
Если у яванцев и многих других народов Индонезии заведения общепита, известные под названием варунг, чаще всего размещаются в небольших хижинах или даже матерчатых палатках, то традиционная харчевня минангкабау обычно представляет собой достаточно большое капитальное здание, выстроенное в весьма самобытном национальном архитектурном стиле. Ключевой особенностью такого строения является массивная, заметно прогнутая по коньку крыша с многоярусными наклонными фронтонами, которая изготовляется из плотно спрессованного пальмового волокна. Основой меню во многих из них служит наси-паданг: все кушанья готовятся заблаговременно и выставляются перед посетителями на выбор в качестве дополнений к порции риса. Их ассортимент может быть весьма велик: так, по данным на 2019 год, лишь в 2 % заведений падангского общепита наси-паданг включал менее 10 гарниров, в 17 % — от 10 до 20 гарниров, в 59 % — от 20 до 30 гарниров и в 32 % — более 30 гарниров. Всего же профильные индонезийские специалисты насчитали более 120 различных блюд, фигурирующих в падангских ресторанах в качестве гарниров в составе наси-паданга.

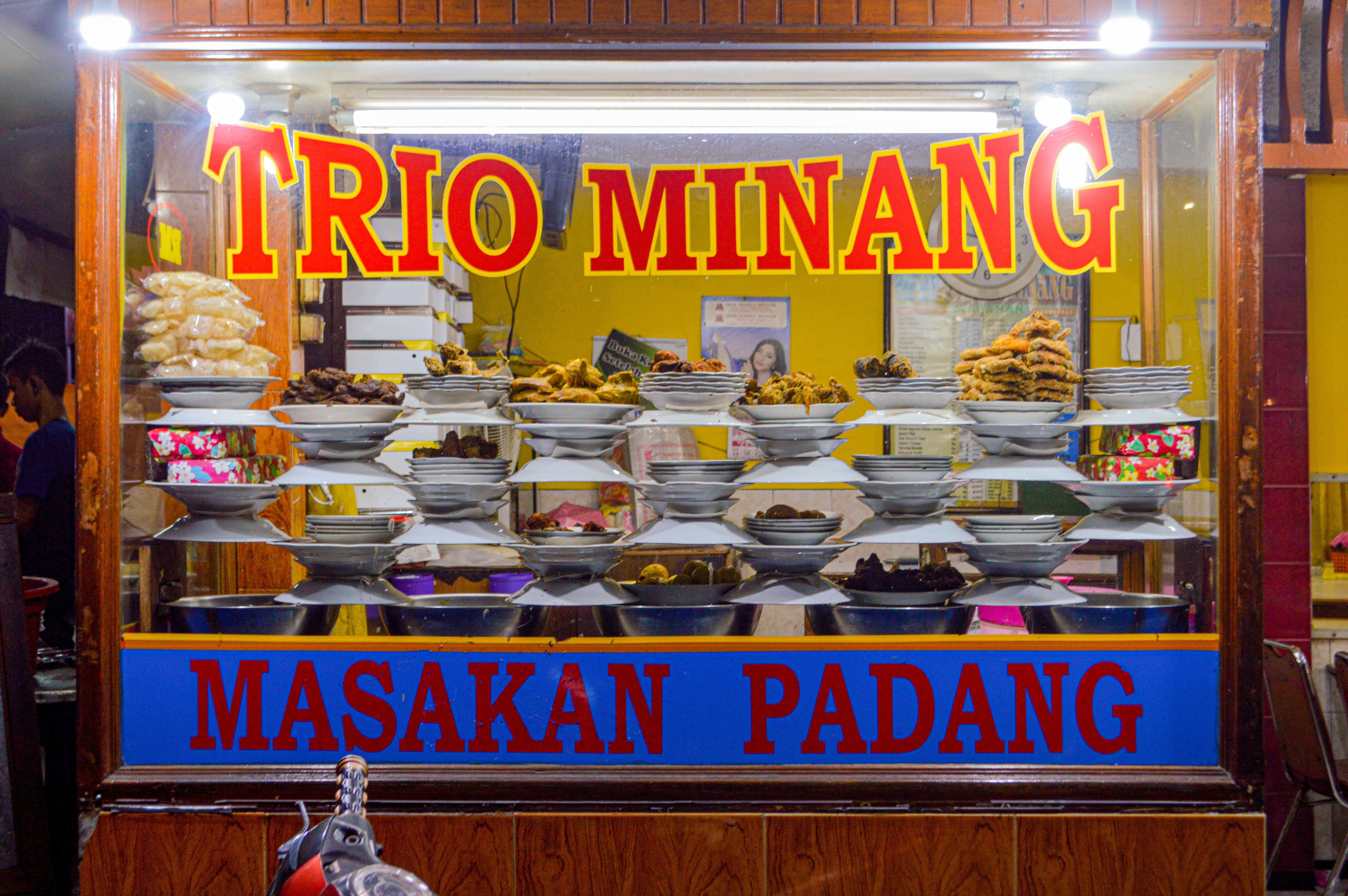
Наси-паданг, выставленный в витрине традиционной харчевни

Как правило, кушанья, составляющие наси-паданг, расставляют непосредственно в витрине ресторана, устанавливая тарелки и миски с едой друг на друга во много «этажей». Подобные многоэтажные конструкции часто служат наглядным меню заведения, делая излишним меню бумажное. Блюда могут бессменно демонстрироваться в витрине от нескольких часов до нескольких дней — благодаря тому, что обилие специй и пряностей обеспечивает их достаточно длительную сохранность без холодильника. Перед подачей на стол кушанья не разогреваются — посетители ресторанов едят их при комнатной температуре.
В ресторанной практике минангкабау сложилось два варианта подачи наси-паданга: песа́н (индон. и мин. pesan — «заказ») и хида́нг (индон. и мин. hidang — «подача»). Первый из них, характерный для небольших харчевен, либо же используемый при обслуживании одного посетителя или небольшой группы, предполагает выбор клиентами нескольких из представленных на обозрение кушаний, которые вместе с порцией риса относятся к соответствующему столику. Второй, практикуемый при обслуживании больших компаний, воспроизводит традиционную домашнюю сервировку: вместе с рисом на стол выставляются все блюда, а те из них, которые остались к концу трапезы нетронутыми, уносятся обратно. При любой из двух традиционных подач каждое из дополнений к рису имеет свою отдельную цену и оплачивается по принципу a la carte.

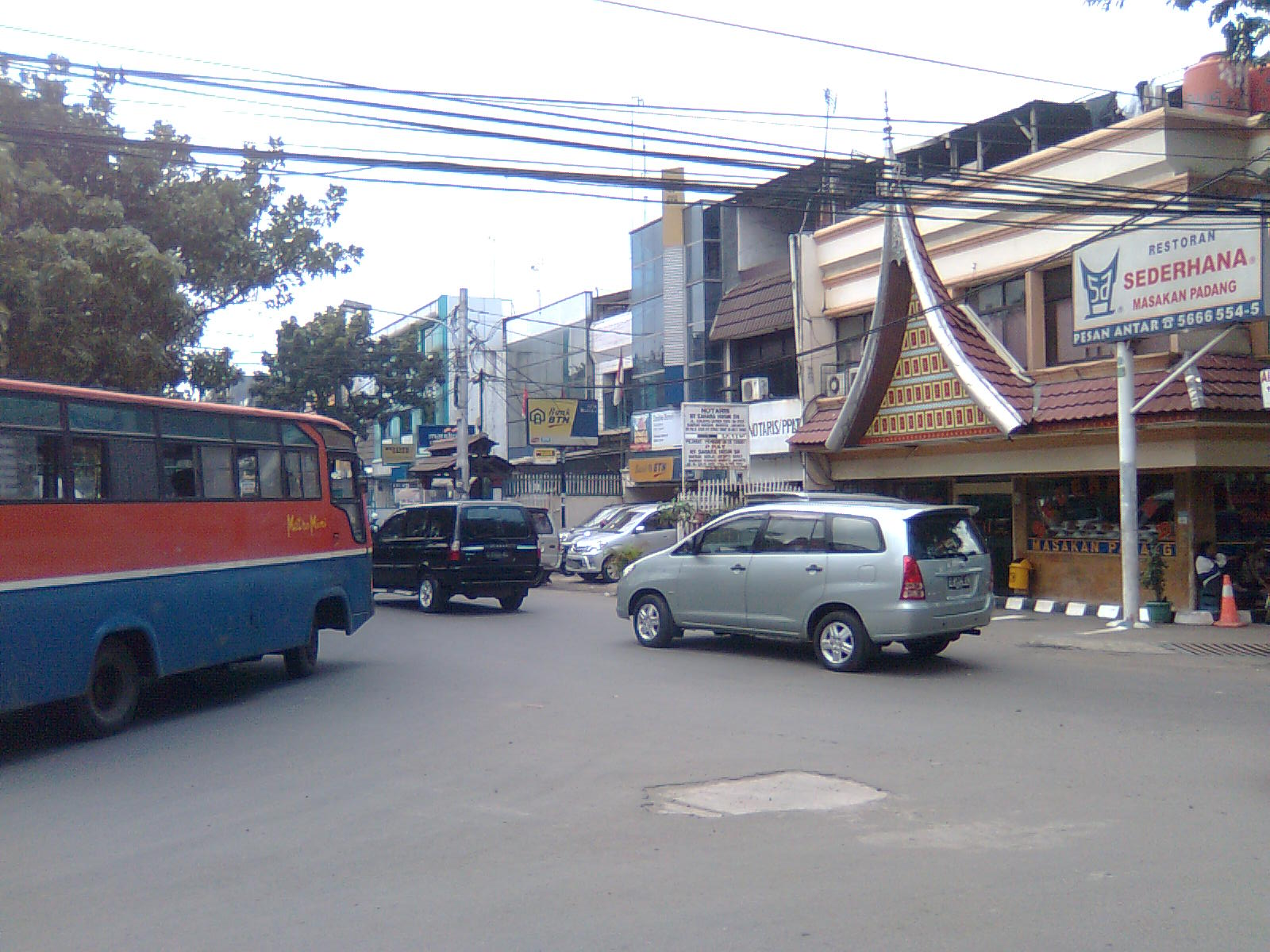
Сетевой ресторан падангской кухни в Джакарте

Благодаря массовым миграциям минангабау по Индонезии и за её пределами падангские рестораны получили самое широкое распространение вовне своего исконного ареала. Так, только в индонезийской столице Джакарте насчитывается порядка 20 тысяч заведений общепита, специализирующихся на падангской кухне. В этом мегаполисе, как и в других районах Индонезии, архитектура и дизайн таких заведений далеко не всегда в полной мере сохраняют национальную стилистику миангкабау: это могут быть рестораны различных уровней, кафе, харчевни, небольшие будки и палатки, фуд-корты в торгово-развлекательных и офисных центрах. Зарегистрировано несколько сетей падангских ресторанов и кафе, часть которых работает по системе быстрого обслуживания. Падангские кушанья продаются в кулинарных отделах продовольственных магазинов, на рынках, с тележек и лотков уличных торговцев. Кроме того, они присутствуют в меню некоторых рейсов индонезийской государственной авиакомпании «Гаруда Индонесия».
Заведения падангской кухни достаточно широко представлены во всех странах, где проживают значительные общины минангкабау — прежде всего, в сопредельных с Индонезией Малайзией, Сингапуре и Австралии, а также в США, Нидерландах и Гонконге. Некоторые из таких предприятий работают на протяжении десятилетий и становятся достаточно заметными объектами местной инфраструктуры общественного питания. Так, например, в Сингапуре репутацию туристической достопримечательности имеет специализирующаяся на падангской кухне харчевня, открытая выходцами с Суматры ещё в 1948 году.

## Влияние на другие кухни

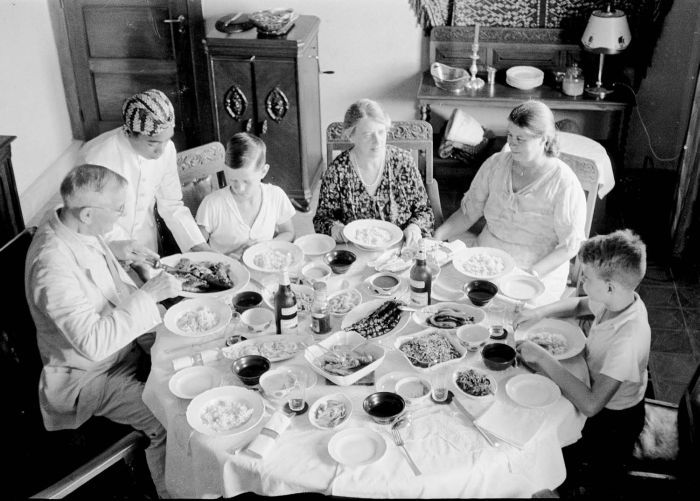
Семья сотрудника нидерландской колониальной администрации за рийстафелем — комплексным обедом по типу традиционной падангской трапезы. Фото 1936 года

Длительная популяризация падангской кухни за пределами её изначального ареала обусловила её заметное влияние на многие другие этнические кухни Индонезии. В наибольшей степени это коснулось кухонь суматранских народов, ближайших соседей минангкабау: ачехцев, малайцев, реджангов и батаков. Как следствие, многие блюда, возникшие в среде минангкабау, уже давно считаются «своими» и среди этих народов.
Падангская кухня обогатила и кулинарию этнических групп Индонезии, проживающих за пределами Суматры, в частности, яванцев — наиболее многочисленного народа страны. Среди яванцев падангские блюда, как правило, воспринимаются как не исконные, заимствованные, что не мешает им пользоваться большой популярностью. При этом рецептура многих из них заметно адаптирована «под яванский вкус». Прежде всего, это выражается в некоторой корректировке набора приправ. Так, при изготовлении падангских блюд яванцы обычно используют другие, отличные от суматранских сорта острого перца, а такие специи, как кардамон, гарциния красильная, туласи или пажитник сенной, привычные для минангкабау, ими часто вообще не применяются. Уже готовые падангские кушанья они вполне могут приправлять соевым соусом, который не имеет широкого спроса у самих минангкабау. Кроме того, специалисты отмечают, что в яванской кухне при изготовлении гулаев основной продукт обычно нарезается мельче, чем в падангской, и готовится в большем количестве кокосового молока: в результате, если исконный падангский гулай по консистенции напоминает стью или жаркое с обильной подливкой, то в яванском исполнении он больше похож на густой суп.
Ещё одним результатом взаимодействия между падангской и яванской кухнями стало изменение роли важнейшего падангского блюда — ренданга. Если у самих минангкабау это кушанье, на изготовление которого уходит много часов, изначально подавалось исключительно на праздники, то у перенявших его яванцев оно быстро превратилось в повседневное — не в последнюю очередь в силу того, что в многочисленных падангских харчевнях на Яве оно подаётся на ежедневной основе. В последующем, уже за счёт «обратного» культурного влияния со стороны яванцев, минангкабау также стали нередко готовить ренданг в обычные дни, и он в немалой степени утратил свой праздничный, торжественный статус.

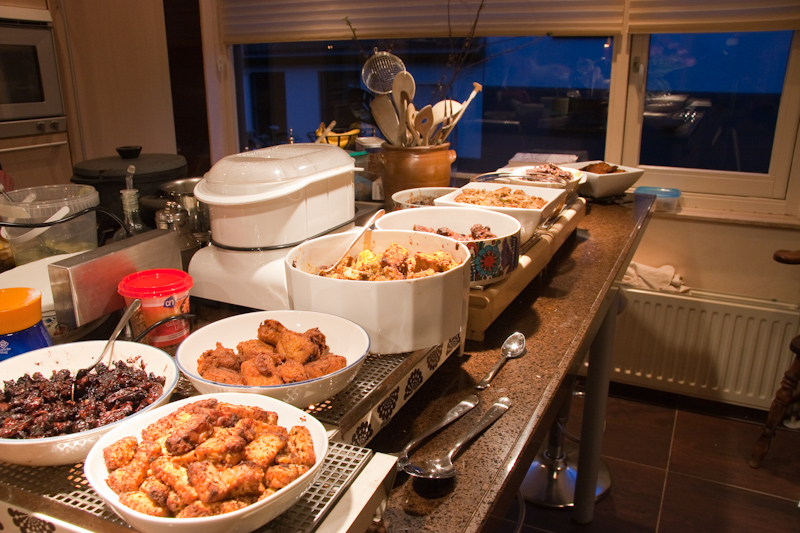
Рийстафель, сервированный по типу шведского стола. Роттердам

Традициям падангской кухни в значительной степени обязано своим существованием такое кулинарное явление, как рийстафель — комплексный обед, практика которого сложилась в Нидерландской Ост-Индии в XIX веке, а в последующем была популяризирована голландцами у себя на родине и за рубежом. Именно традиционные падангские подачи кущаний — наси-паданг и наси-капау — были восприняты нидерландскими колонизаторами как образец для сервировки рийстафеля, который подразумевает одновременную расстановку множества различных кушаний вокруг большой порции риса. Однако существенным отличием подобного кулинарного изобретения от традиционной падангской трапезы является то, что как в XIX веке, так и сейчас большая часть составляющих рийстафеля приходится на блюда яванской и перанаканской кухонь, а падангские яства если и присутствуют в его составе, то в незначительном количестве. Кроме того, если при ресторанной подаче наси-паданга и наси-капау оплата взимается по принципу a la carte с отдельной расценкой каждого блюда, то за рийстафель, как правило, устанавливается единая цена — по принципу шведского стола. Ещё одним нюансом является то, что рийстафель, будучи весьма популярным в современных Нидерландах и относительно хорошо известным в мире, в самой Индонезии большой популярностью не пользуется — в отличие от наси-паданг и наси-капау, поскольку считается пережитком колониальной эпохи.